# Erdélyi települések német elnevezése
Az alábbi lista azokat az erdélyi településeket tartalmazza, amelyeknek a Szabó M. Attila-féle háromnyelvű helységnévtár szerint létezik német elnevezésük.
| Német név                                                                                                  | Erdélyi szász név                                       | Magyar név                 | Megye            |
| --- | ------------------------------------------------------- | -------------------------- | ---------------- |
| Aasfeld |                                                         | Dögmező                    | Beszterce-Naszód |
| Abruden |                                                         | Abrudfalva                 | Fehér            |
| Absdorf, Abtsdorf, Abuss                                                                                   |                                                         | Abosfalva                  | Fehér            |
| Absdorf, Abtsdorf, Abuss                                                                                   |                                                         | Abosfalva                  | Maros            |
| Abstdorf, Appesdorf [in Altland, Königsboden]                                                              | Appesterf, Apestref                                     | Szászapátfalva             | Szeben           |
| Abstdorf, Appesdorf, Apesdorf                                                                              | Apestref, Apesterf                                      | Csicsóholdvilág            | Szeben           |
| Abtsdorf                                                                                                   |                                                         | Dellőapáti                 | Beszterce-Naszód |
| Ackersdorf, Ackerhügel                                                                                     |                                                         | Szántóhalma                | Hunyad           |
| Adamesch, Adam                                                                                             | Adamesch                                                | Ádámos                     | Maros            |
| Agarden |                                                         | Marosagárd                 | Maros            |
| Agendorf                                                                                                   |                                                         | Torockógyertyános          | Fehér            |
| Agestendorf, Agestenburg, Augustenburg, Augustinsdorf, Augustin                                            |                                                         | Ágostonfalva               | Brassó           |
| Agnetheln, Agnethlen, Agnethen [in Altland]                                                                | Agnitlen, Ognenitel                                     | Szentágota                 | Szeben           |
| Aitau |                                                         | Nagyajta                   | Kovászna         |
| Albrechtsflor, Klein-Teremin                                                                               |                                                         | Kisteremi                  | Temes            |
| Aldringen                                                                                                  |                                                         | Kisrékas                   | Temes            |
| Alexanderhausen, Schandern                                                                                 |                                                         | Sándorháza                 | Temes            |
| Alexanderhausen, Schandern, Schandra [in Schwobaländle]                                                    |                                                         | Krasznasándorfalu          | Szatmár          |
| Aliosch, Aljosch, Aljusch                                                                                  |                                                         | Temesillésd                | Temes            |
| Allerheiligen                                                                                              |                                                         | Kismindszent               | Fehér            |
| Almasch |                                                         | Háromalmás                 | Arad             |
| Almen [in Weinland, Königsboden]                                                                           |                                                         | Szászalmád                 | Szeben           |
| Almen, Almaschken                                                                                          | Almaschken                                              | Küküllőalmás               | Szeben           |
| Almesch [in Nösnerland, Nösnergau]                                                                         | Almesch                                                 | Sajósolymos                | Beszterce-Naszód |
| Alt- Ruschowa                                                                                              |                                                         | Óruszolc                   | Krassó-Szörény   |
| Alt Sankt Ana, Komlosch, Komlusch [in Arader Land]                                                         |                                                         | Ószentanna                 | Arad             |
| Alt-Beba                                                                                                   |                                                         | Óbéba                      | Temes            |
| Alt-Beschenowa                                                                                             |                                                         | Óbesenyő                   | Temes            |
| Alt-Bodrog, Hodosch                                                                                        |                                                         | Óbodrog                    | Arad             |
| Altbrücke, Altbrücke bei St.Georgen                                                                        |                                                         | Vámoshíd                   | Brassó           |
| Altdorf |                                                         | Alsófüld                   | Szilágy          |
| Altdorf |                                                         | Bába                       | Máramaros        |
| Altdorf |                                                         | Felsőfüld                  | Szilágy          |
| Altdörfel                                                                                                  |                                                         | Középfüld                  | Szilágy          |
| Altenburg                                                                                                  |                                                         | Körösbánya                 | Hunyad           |
| Altendorf                                                                                                  |                                                         | Batrina                    | Hunyad           |
| Altfleigen, Felken                                                                                         | Flagen, Alt-Flagen                                      | Magyarfelek                | Maros            |
| Alt-Giroda                                                                                                 |                                                         | Győröd                     | Temes            |
| Alt-Moldowa                                                                                                |                                                         | Ómoldova                   | Krassó-Szörény   |
| Alt-Moschnitza, Moschnitza                                                                                 |                                                         | Mosnica                    | Temes            |
| Alt-Paulisch                                                                                               |                                                         | Ópálos                     | Arad             |
| Alt-Rodna, Altrodenau, Rodenau, Roden, Rodnen, Rodenau [in Rodnaer Kreis]                                  | Rodne, Rudne                                            | Óradna                     | Beszterce-Naszód |
| Alt-Sadowa                                                                                                 | Sadovo                                                  | Ószadova                   | Krassó-Szörény   |
| Alt-Schebeschel, Sebeschel [in Unterwald]                                                                  |                                                         | Ósebeshely                 | Hunyad           |
| Alt-Schinka, Alt-Schenk                                                                                    |                                                         | Ósinka                     | Brassó           |
| Alt-Tauchen, Alt-Tohan                                                                                     | Techen                                                  | Ótohán                     | Brassó           |
| Alt-Tschanad, Deutsch-Tschanad                                                                             |                                                         | Őscsanád                   | Temes            |
| Altzen [in Altland, Königsboden]                                                                           | Alzen, Âltsen                                           | Alcina                     | Szeben           |
| Altzen, Oltzen                                                                                             |                                                         | Oltszem                    | Kovászna         |
| Ampoifluss                                                                                                 |                                                         | Kisompoly                  | Fehér            |
| Andreasdorf, Andresdorf                                                                                    |                                                         | Magyarandrásfalva          | Hargita          |
| Andresdorf, Andreschdorf, Andersdorf                                                                       |                                                         | Székelyandrásfalva         | Hargita          |
| Apfeldorf                                                                                                  |                                                         | Pusztaalmás                | Maros            |
| Arad, Altarad                                                                                              |                                                         | Arad                       | Arad             |
| Arad-Sankt-Martin [in Arader Land]                                                                         |                                                         | Aradszentmárton            | Arad             |
| Arbegen, Erbegen [in Weinland, Königsboden]                                                                | Arbejän, Arbäjn                                         | Szászegerbegy              | Szeben           |
| Archdorf, Erzdorf                                                                                          |                                                         | Árki                       | Hunyad           |
| Arendorf, Arndorf                                                                                          | Arndref                                                 | Árapatak                   | Kovászna         |
| Arkeden, Erkeden                                                                                           | Ergetten, Arkedn                                        | Mezőerked                  | Beszterce-Naszód |
| Arkeden, Erkeden [in Weinland, Königsboden]                                                                | Ärkeden, Ârkeden, Arkedn                                | Erked                      | Maros            |
| Armeniendorf                                                                                               |                                                         | Ormány                     | Kolozs           |
| Armenisch                                                                                                  |                                                         | Mezőörményes               | Beszterce-Naszód |
| Aschdorf, Achsdorf, Achs-Achatiusdorf                                                                      |                                                         | Ákosfalva                  | Maros            |
| Auendorf, Gurarou, Gurareu [in Altland, Königsboden]                                                       |                                                         | Guraró                     | Szeben           |
| Augendorf                                                                                                  |                                                         | Obrázsa                    | Fehér            |
| Baassen, Bossern, Brassen, Brossen, Oberbassen [in Weinland, Königsboden]                                  | Bassen, Bâssn, Baussn                                   | Bázna                      | Szeben           |
| Baboln |                                                         | Bábolna                    | Hunyad           |
| Babutz |                                                         | Báboc                      | Kolozs           |
| Bachendorf, Backendorf, Bachnen                                                                            |                                                         | Bakonya                    | Hunyad           |
| Bachental                                                                                                  |                                                         | Ilondapatak                | Szilágy          |
| Bachnen, Bachen                                                                                            | Bachnen                                                 | Bonyha                     | Maros            |
| Bad Tuschnad, Kaiserbad, Kaiserbad Tusnád                                                                  |                                                         | Tusnádfürdő                | Hargita          |
| Badlinen, Betlen, Betlehem                                                                                 | Bedloinen, Bethlehem                                    | Betlen                     | Brassó           |
| Bägendorf, Bajendorf [in Altland, Königsboden]                                                             | Bajenderf, Baejndref                                    | Bendorf                    | Szeben           |
| Baierdorf, Bayerdorf [in Nösnerland, Nösnergau]                                                            | Baidref                                                 | Királynémeti               | Beszterce-Naszód |
| Balden |                                                         | Báld                       | Maros            |
| Baldorf |                                                         | Tasnádbajom                | Bihar            |
| Baldowing                                                                                                  |                                                         | Báldovin                   | Hunyad           |
| Baleschen, Balza                                                                                           |                                                         | Balsa                      | Hunyad           |
| Balintz, Balintin                                                                                          |                                                         | Bálinc                     | Temes            |
| Ballenthal                                                                                                 |                                                         | Ballaháza                  | Szilágy          |
| Balomiren                                                                                                  |                                                         | Balomir                    | Hunyad           |
| Balteskirch                                                                                                |                                                         | Batizháza                  | Maros            |
| Bandorf |                                                         | Mezőbánd                   | Maros            |
| Banlok |                                                         | Bánlak                     | Temes            |
| Baratzhausen, Berndjas                                                                                     |                                                         | Baracháza                  | Temes            |
| Barbersdorf                                                                                                |                                                         | Bárbura                    | Hunyad           |
| Baren |                                                         | Báré                       | Kolozs           |
| Baress |                                                         | Baresd                     | Hunyad           |
| Bartdorf                                                                                                   | Mausdref                                                | Erdőszakál                 | Maros            |
| Bassaraben                                                                                                 |                                                         | Baszarabásza               | Hunyad           |
| Batartsch                                                                                                  |                                                         | Batarcs                    | Szatmár          |
| Batiz, Batiss                                                                                              |                                                         | Batiz                      | Hunyad           |
| Batschendorf, Bazendorf, Basendorf, Lurtschendorf                                                          |                                                         | Bácsfalu                   | Brassó           |
| Battendorf, Betendorf                                                                                      |                                                         | Bátony                     | Kolozs           |
| Batzalar                                                                                                   |                                                         | Bacalár                    | Hunyad           |
| Batzan | Baze                                                    | Baca                       | Beszterce-Naszód |
| Baumdorf                                                                                                   |                                                         | Bucsony                    | Fehér            |
| Baumgarten [in Altland, Königsboden]                                                                       | Bangert, Bengert                                        | Bongárd                    | Szeben           |
| Baumgarten, Bangert [Nösnerland, Nösnergau]                                                                | Bengert                                                 | Szászbongárd               | Beszterce-Naszód |
| Baumgarten, Baumgarten in Banat, Baumgartl                                                                 |                                                         | Fakert                     | Arad             |
| Bayersdorf, Baiersdorf                                                                                     |                                                         | Marosnémeti                | Hunyad           |
| Bayeschd                                                                                                   |                                                         | Bajesd                     | Hunyad           |
| Baziasch                                                                                                   |                                                         | Báziás                     | Krassó-Szörény   |
| Bazosch |                                                         | Bázos                      | Temes            |
| Bedendorf, Betendorf, Bidda                                                                                | Bidda                                                   | Bödön                      | Beszterce-Naszód |
| Begesen |                                                         | Bögöz                      | Hargita          |
| Bekokten, Brekolten                                                                                        |                                                         | Báránykút                  | Brassó           |
| Bela |                                                         | Bélafalva                  | Kovászna         |
| Beldendorf                                                                                                 |                                                         | Marosbéld                  | Fehér            |
| Belendorf, Ballendorf, Balmiren                                                                            |                                                         | Balomir                    | Fehér            |
| Belintz |                                                         | Belence                    | Temes            |
| Bell in Banat                                                                                              |                                                         | Bél                        | Arad             |
| Bell, Boll, Boel                                                                                           | Bäll, Bell                                              | Bólya                      | Szeben           |
| Bellesdorf, Belleschdorf, Bolleschdorf, Belisdorf, Billesdorf, Bollesdorf                                  | Belleschterf                                            | Jövedics                   | Maros            |
| Bendendorf, Bendorf, Benden, Bainden, Bien                                                                 | Bainden                                                 | Magyarbénye                | Fehér            |
| Bendesdorf                                                                                                 |                                                         | Borosbenedek               | Fehér            |
| Benedikt                                                                                                   |                                                         | Magyarszentbenedek         | Fehér            |
| Bentzed |                                                         | Bencéd                     | Hargita          |
| Benzendorf                                                                                                 |                                                         | Magyarbece                 | Fehér            |
| Benzenz, Benzendorf                                                                                        |                                                         | Bencenc                    | Hunyad           |
| Berau |                                                         | Páró                       | Brassó           |
| Beretzk, Bretz                                                                                             |                                                         | Bereck                     | Kovászna         |
| Bergdorf                                                                                                   | Dumbravitza                                             | Dumbravica                 | Hunyad           |
| Bergel |                                                         | Muncsal                    | Fehér            |
| Berldorf, Biereldorf                                                                                       | Birldref                                                | Berlád                     | Beszterce-Naszód |
| Bernhardsdorf, Bernhardt                                                                                   |                                                         | Bernád                     | Maros            |
| Bernpfaff                                                                                                  |                                                         | Branyicska                 | Hunyad           |
| Bersaska                                                                                                   |                                                         | Berszászka                 | Krassó-Szörény   |
| Berschowia                                                                                                 |                                                         | Zsidovin                   | Krassó-Szörény   |
| Bersdorf                                                                                                   |                                                         | Nagyborszó                 | Szilágy          |
| Bersing |                                                         | Börza                      | Krassó-Szörény   |
| Berwein, Gross-Berwein, Gross-Beriwa                                                                       |                                                         | Nagyberivoj                | Brassó           |
| Beschendorf                                                                                                |                                                         | Sepsibesenyő               | Kovászna         |
| Beschendorf, Peschendorf                                                                                   | Peschenderf                                             | Bese                       | Maros            |
| Beschened                                                                                                  |                                                         | Kisdengeleg                | Szatmár          |
| Besendorf                                                                                                  |                                                         | Bözöd                      | Maros            |
| Besendorf [in Arader Land], Besendorf in Banat                                                             |                                                         | Seprős                     | Arad             |
| Besotten, Weizendorf, Busaten, Busendorf                                                                   |                                                         | Búza                       | Kolozs           |
| Bessen |                                                         | Búzásbesenyő               | Maros            |
| Bessenbach, Leschenbach                                                                                    |                                                         | Besimbák                   | Brassó           |
| Bessendorf                                                                                                 |                                                         | Bezsán                     | Hunyad           |
| Betendorf                                                                                                  |                                                         | Székelybő                  | Maros            |
| Bethamen                                                                                                   |                                                         | Béta                       | Hargita          |
| Bethausen, Bethlenhaas                                                                                     |                                                         | Bethlenháza                | Temes            |
| Betlen |                                                         | Bethlen                    | Beszterce-Naszód |
| Bienendorf                                                                                                 |                                                         | Mezőméhes                  | Maros            |
| Bildegg [in Schwobaländle]                                                                                 |                                                         | Krasznabéltek              | Szatmár          |
| Billak, Attelsdorf, Adelsdorf, Zelt [in Nösnerland, Nösnergau]                                             | Attelsdref                                              | Bilak                      | Beszterce-Naszód |
| Billed |                                                         | Billéd                     | Temes            |
| Birk, Byrke [in Reener Ländchen]                                                                           | Birk                                                    | Petele                     | Maros            |
| Birkendorf                                                                                                 |                                                         | Alsónyiresfalva            | Hunyad           |
| Birkendorf                                                                                                 |                                                         | Diófás                     | Beszterce-Naszód |
| Birkendorf, Birkenwald                                                                                     |                                                         | Oláhbükkös                 | Fehér            |
| Birkenfeld, Birkau                                                                                         |                                                         | Nyírmező                   | Fehér            |
| Birkenfeld, Birkau                                                                                         |                                                         | Nyírmező                   | Hunyad           |
| Birkenhausen                                                                                               |                                                         | Mesztákon                  | Hunyad           |
| Birkisch                                                                                                   |                                                         | Marosberkes                | Arad             |
| Birnbaum                                                                                                   | Birebom                                                 | Körtvélyfája               | Maros            |
| Birnbaum, Birbom                                                                                           | Birebum                                                 | Oláhgorbó                  | Fehér            |
| Birnthor                                                                                                   |                                                         | Körtekapu                  | Maros            |
| Birthälm, Birthalmen [in Weinland, Königsboden]                                                            | Birthälm, Bierthalmen, Bierthalm                        | Berethalom                 | Szeben           |
| Bischofsbad                                                                                                |                                                         | Püspökfürdő                | Bihar            |
| Bistrau |                                                         | Bisztra                    | Fehér            |
| Bistritz, Nösen [in Nösnerland, Nösnergau]                                                                 |                                                         | Beszterce                  | Beszterce-Naszód |
| Bladenmarkt, Blademarkt, Bladen                                                                            | Blademuert, Bladenmuert                                 | Balavásár                  | Maros            |
| Blasenbrunn                                                                                                |                                                         | Szélkút                    | Maros            |
| Blasendorf                                                                                                 | Bluesendref                                             | Balázsfalva                | Fehér            |
| Blasenkirchen                                                                                              |                                                         | Almásbalázsháza            | Szilágy          |
| Blasenkirchen                                                                                              |                                                         | Tasnádbalázsháza           | Szatmár          |
| Blaudorf                                                                                                   | Kikesch                                                 | Kékes                      | Beszterce-Naszód |
| Blaudorf                                                                                                   |                                                         | Kékesfalva                 | Hunyad           |
| Blumendorf, Boellen                                                                                        | Bleimenderf                                             | Bölön                      | Kovászna         |
| Blumenthal                                                                                                 |                                                         | Máslak                     | Temes            |
| Bluthroth                                                                                                  | Blatrit                                                 | Berve                      | Fehér            |
| Blutigel, Blutthal                                                                                         |                                                         | Vérvölgy                   | Szilágy          |
| Bochovar, Bakowa, Bakuwa                                                                                   |                                                         | Bakóvár                    | Temes            |
| Bocksdorf                                                                                                  |                                                         | Bokajfelfalu               | Fehér            |
| Bocksdorf, Krugendorf                                                                                      |                                                         | Bokajalfalu                | Fehér            |
| Bodeln, Budille, Bodila, Bodola                                                                            | Budille                                                 | Bodola                     | Brassó           |
| Boden |                                                         | Mezőbodon                  | Maros            |
| Bodendorf                                                                                                  |                                                         | Bogdánd                    | Szatmár          |
| Bodendorf, Budendorf [in Weinland, Königsboden]                                                            | Bondref, Bodndref                                       | Szászbuda                  | Brassó           |
| Bodsau, Bozau                                                                                              | Bodsa                                                   | Magyarbodza                | Kovászna         |
| Bodzau, Bozauer-Pass, Bozer Pass, Bodzau                                                                   | Batsā                                                   | Bodzavám                   | Brassó           |
| Boehren |                                                         | Boérfalva                  | Máramaros        |
| Bogarosch                                                                                                  |                                                         | Bogáros                    | Temes            |
| Bogatbach, Reichthal                                                                                       | Bogatbauch                                              | Oltbogát                   | Brassó           |
| Bogenhaus, Bogeschdorf                                                                                     |                                                         | Bogdánháza                 | Szilágy          |
| Bogeschdorf, Bogistorf [in Weinland, Köigsboden]                                                           | Bogeschterf, Bôzeštref                                  | Szászbogács                | Maros            |
| Bojem |                                                         | Boján                      | Szilágy          |
| Bolden |                                                         | Boholt                     | Hunyad           |
| Bolendorf                                                                                                  |                                                         | Mezőbő                     | Kolozs           |
| Bolla, Balla, Bälersdorf                                                                                   |                                                         | Bala                       | Maros            |
| Bonbach |                                                         | Bánpatak                   | Hunyad           |
| Bonisbruck, Bruck                                                                                          |                                                         | Bonchida                   | Kolozs           |
| Bonnesdorf, Bonisdorf, Bunnesdorf, Boneschdorf, Unter-Bassen, Unter-Bossern                                | Bonnesdref                                              | Alsóbajom                  | Szeben           |
| Borbereker-Sauerbrunnen                                                                                    |                                                         | Radnaborberek              | Beszterce-Naszód |
| Borden, Borten                                                                                             |                                                         | Bord                       | Maros            |
| Bordosch                                                                                                   | Ordosch                                                 | Bordos                     | Maros            |
| Borgo-Bistritz [Borgo-Gemeinden]                                                                           |                                                         | Borgóbeszterce             | Beszterce-Naszód |
| Borgo-Murescheni [Borgo-Gemeinden]                                                                         |                                                         | Marosborgó                 | Beszterce-Naszód |
| Borscha |                                                         | Borsabánya                 | Máramaros        |
| Boschen |                                                         | Kolozsbós                  | Kolozs           |
| Boschen |                                                         | Székelybós                 | Maros            |
| Boschen-Tunnel                                                                                             |                                                         | Bósi alagút                | Kolozs           |
| Bosendorf                                                                                                  |                                                         | Bosoród                    | Hunyad           |
| Bosendorf                                                                                                  |                                                         | Bóz                        | Hunyad           |
| Bosendorf, Bogesch                                                                                         |                                                         | Bózes                      | Hunyad           |
| Bosowits                                                                                                   |                                                         | Bozovics                   | Krassó-Szörény   |
| Botsch, Batesch, Batosch [in Reener Ländchen]                                                              | Botsch, Biutš                                           | Bátos                      | Maros            |
| Botschard, Bothard                                                                                         |                                                         | Buzásbocsárd               | Fehér            |
| Botschhard                                                                                                 |                                                         | Borosbocsárd               | Fehér            |
| Botzen |                                                         | Boica                      | Hunyad           |
| Böhmhaus                                                                                                   |                                                         | Csekelaka                  | Maros            |
| Böhmhausen                                                                                                 |                                                         | Csehtelke                  | Maros            |
| Bömischdorf                                                                                                |                                                         | Szilágycseh                | Szilágy          |
| Böschkirchen                                                                                               |                                                         | Bősháza                    | Szilágy          |
| Braller, Broller                                                                                           | Braler                                                  | Brulya                     | Szeben           |
| Braschen                                                                                                   |                                                         | Brassó                     | Hunyad           |
| Braunkohlebergwerk                                                                                         |                                                         | Kőszénbányatelep           | Szilágy          |
| Braunkohlengrube, Kohlenbergwerk, Wolkendorfer Grube                                                       |                                                         | Konkordiabányatelep        | Brassó           |
| Bredendorf                                                                                                 |                                                         | Beréd                      | Szilágy          |
| Bregler |                                                         | Tótszállás                 | Szilágy          |
| Breitau, Breit in Nösnerland                                                                               | Breta                                                   | Magyarberéte               | Beszterce-Naszód |
| Brenndorf                                                                                                  |                                                         | Magyarforró                | Fehér            |
| Brenndorf, Bringendorf, Brignendorf [in Burzenland]                                                        | Bronjderf, Brännderf                                    | Botfalu                    | Brassó           |
| Brenndörfer Zuckerfabrik                                                                                   |                                                         | Botfalusi Cukorgyártelep   | Brassó           |
| Bresendorf, Bressondorf, Bresondorf, Brezendorf                                                            |                                                         | Bársonyfalva               | Krassó-Szörény   |
| Bresesden                                                                                                  |                                                         | Berzesd                    | Fehér            |
| Brestowatz [in Banater Bergland]                                                                           |                                                         | Aga                        | Temes            |
| Bretzdorf, Beretzdorf, Breit, Ungersdorf                                                                   | Bretzdref                                               | Beresztelke                | Maros            |
| Broos, Brosz [in Unterwald]                                                                                | Bros                                                    | Szászváros                 | Hunyad           |
| Bruckbad                                                                                                   |                                                         | Magyarsülye                | Fehér            |
| Bruckenau                                                                                                  |                                                         | Hidasliget                 | Temes            |
| Bruckend                                                                                                   |                                                         | Hídvég (Marosvásárhely)    | Maros            |
| Bruckend                                                                                                   |                                                         | Krasznahídvég              | Szilágy          |
| Bruckendorf                                                                                                |                                                         | Kisapahida                 | Fehér            |
| Brunndorf, Bummdorf                                                                                        |                                                         | Drombár                    | Fehér            |
| Brunndorf, Rekitzdorf, Rekite                                                                              |                                                         | Rekitta                    | Fehér            |
| Brücken |                                                         | Székelyhidas               | Kolozs           |
| Buchberg [in Banater Bergland]                                                                             |                                                         | Bükkhegy                   | Temes            |
| Buchendorf                                                                                                 |                                                         | Hétbükk                    | Maros            |
| Buchendorf                                                                                                 |                                                         | Kővárgyertyános            | Máramaros        |
| Buchendorf                                                                                                 |                                                         | Magyarbikal                | Kolozs           |
| Buchendorf                                                                                                 |                                                         | Magyarbükkös               | Maros            |
| Buchenthal                                                                                                 |                                                         | Gombostelke                | Maros            |
| Buchgrub                                                                                                   |                                                         | Bányabükk                  | Kolozs           |
| Buchhof |                                                         | Ispánlaka                  | Fehér            |
| Bucholz [in Altland]                                                                                       | Bachelz, Baxelts                                        | Boholc                     | Brassó           |
| Budacken                                                                                                   |                                                         | Budatelke                  | Beszterce-Naszód |
| Budenbach, Biddenbach                                                                                      |                                                         | Szibiel                    | Szeben           |
| Budendorf                                                                                                  |                                                         | Bodonkút                   | Kolozs           |
| Budendorf                                                                                                  |                                                         | Szilágybogya               | Szilágy          |
| Budesdorf, Bodesdorf, Klein-Budak                                                                          | Beodesdref                                              | Alsóbudak                  | Beszterce-Naszód |
| Buldorf, Ochsenhirt                                                                                        |                                                         | Bulbuk                     | Fehér            |
| Bulgarische Kolonie                                                                                        |                                                         | Bolgártelep                | Temes            |
| Bulgern |                                                         | Bürgezd                    | Szilágy          |
| Bulkesch, Bolkatsch, Bulgatsch, Bolgatsch, Bulgesch                                                        | Bűlkeš                                                  | Bolkács                    | Fehér            |
| Bundorf |                                                         | Boj                        | Hunyad           |
| Burauke |                                                         | Bureaka                    | Beszterce-Naszód |
| Burgau, Groß-Borgo                                                                                         | Burgo Prunt                                             | Borgóprund                 | Beszterce-Naszód |
| Burgbach                                                                                                   |                                                         | Alsóvárosvíz               | Hunyad           |
| Burgberg                                                                                                   |                                                         | Gyergyóvárhegy             | Hargita          |
| Burgberg [in Altland, Königsboden]                                                                         | Burprich                                                | Vurpód                     | Szeben           |
| Burgberg, Weinberg, Walbersdorf                                                                            | Burbrich, Burpriχ                                       | Borberek                   | Fehér            |
| Burgdorf                                                                                                   |                                                         | Várfalva                   | Kolozs           |
| Burgfeld                                                                                                   |                                                         | Vármező                    | Szilágy          |
| Burghall                                                                                                   |                                                         | Valkóváralja               | Szilágy          |
| Burghalle, Burgelau, Burgberg [in Nösnerland, Nösnergau]                                                   | Burichhaln                                              | Óvárhely                   | Beszterce-Naszód |
| Burlescht, Borlescht                                                                                       |                                                         | Barlafalu                  | Szatmár          |
| Bursendorf                                                                                                 |                                                         | Briznik                    | Hunyad           |
| Buschendorf, Buschdorf                                                                                     |                                                         | Abucsa                     | Fehér            |
| Buschendorf, Buschdorf                                                                                     |                                                         | Abucsa                     | Hunyad           |
| Busiasch                                                                                                   |                                                         | Buziásfürdő                | Temes            |
| Bussd, Busd [in Weinland, Königsboden]                                                                     | Buss                                                    | Szászbuzd                  | Szeben           |
| Bussd, Bussendorf                                                                                          | Buss, Bus                                               | Buzd                       | Fehér            |
| Bussendorf                                                                                                 |                                                         | Maroskoppánd               | Fehér            |
| Busshardt                                                                                                  |                                                         | Vecsérd                    | Szeben           |
| Buttendorf                                                                                                 |                                                         | Bucsonfalva                | Máramaros        |
| Butterdorf, Wajascht, Weiascht                                                                             |                                                         | Vajasd                     | Fehér            |
| Bürgisch, Bürgesch, Burgesch, Schierlingdorf, Bürkösch                                                     | Berjes, Berjesch, Börd'eš                               | Bürkös                     | Szeben           |
| Cameral Tschiklowa, Wallachisch-Tschiklowa                                                                 |                                                         | Csiklófalu                 | Krassó-Szörény   |
| Charlottenburg                                                                                             |                                                         | Saroltavár                 | Temes            |
| Christendorf                                                                                               |                                                         | Alsókarácsonfalva          | Fehér            |
| Christendorf, Krotschendorf                                                                                | Krotschendref                                           | Felsőkarácsonfalva         | Fehér            |
| Daal, Dahl                                                                                                 |                                                         | Almásdál                   | Szilágy          |
| Dade, Deda, Dedals, Deden                                                                                  |                                                         | Déda                       | Maros            |
| Daken, Daaken, Dacken, Dopich                                                                              |                                                         | Datk                       | Brassó           |
| Dallen, Dollen, Dallendorf, Thal (in Land unter dem Walde)                                                 |                                                         | Dál                        | Fehér            |
| Dallendorf, Luprechttal, Thal                                                                              |                                                         | Oláhdálya                  | Fehér            |
| Dalmaren                                                                                                   |                                                         | Dűlőfalva                  | Máramaros        |
| Dalmesch                                                                                                   |                                                         | Marosdátos                 | Maros            |
| Dalsch |                                                         | Dálcs                      | Krassó-Szörény   |
| Dammdorf                                                                                                   |                                                         | Tomnatek                   | Hunyad           |
| Danesdorf                                                                                                  |                                                         | Dezsán                     | Brassó           |
| Danuleschd                                                                                                 |                                                         | Danulesd                   | Hunyad           |
| Darholz, Darotz                                                                                            |                                                         | Királydaróc                | Szatmár          |
| Darowa, Daruwa, Kranichstätten                                                                             |                                                         | Daruvár                    | Temes            |
| Dayla |                                                         | Dálnok                     | Kovászna         |
| Debuke | Debuke                                                  | Kisdoboka                  | Szilágy          |
| Deck |                                                         | Marosdég                   | Maros            |
| Deckendorf, Pressdorf                                                                                      |                                                         | Tekerő                     | Hunyad           |
| Dedendorf, Dodelndorf, Dollendorf                                                                          |                                                         | Dédács                     | Hunyad           |
| Deidrich, Dreydif, Tritten                                                                                 | Didref                                                  | Dridif                     | Brassó           |
| Demetersbach, Demeschbach                                                                                  |                                                         | Demeterpataka              | Fehér            |
| Demetersbach, Pramendorf, Warthe                                                                           |                                                         | Lombfalva                  | Fehér            |
| Demsdorf                                                                                                   |                                                         | Demsus                     | Hunyad           |
| Denghel, Dengel                                                                                            | Denjel                                                  | Dányán                     | Maros            |
| Denndorf, Dellendorf [in Weinland, Königsboden]                                                            | Doendref, Dändref                                       | Szászdálya                 | Maros            |
| Desch, Burglos, Burgschloss                                                                                |                                                         | Dés                        | Kolozs           |
| Deschan |                                                         | Dézsánfalva                | Temes            |
| Desendorf                                                                                                  |                                                         | Désfalva                   | Maros            |
| Detta |                                                         | Detta                      | Temes            |
| Deutschbach, Deutschtal                                                                                    | Detschbeck, Teutschbek, Detschnduel                     | Szászvölgy                 | Fehér            |
| Deutsch-Bentschek, Bentschek                                                                               |                                                         | Felsőbencsek               | Temes            |
| Deutschdorf                                                                                                |                                                         | Magyarlóna                 | Kolozs           |
| Deutsch-Kreuz, Kreuz, Kreuzdorf                                                                            | Detschkrets, Krets                                      | Szászkeresztúr             | Brassó           |
| Deutsch-Neudorf, Deutschendorf                                                                             |                                                         | Szamosújvárnémeti          | Kolozs           |
| Deutsch-Orawitz, Orawitz                                                                                   |                                                         | Oravicabánya               | Krassó-Szörény   |
| Deutsch-Pien, Deutsch-Pian                                                                                 | Detschpien, Pîn, Pin                                    | Alsópián                   | Fehér            |
| Deutsch-Saszka, Bergwerk-Saszka, Saska [in Banater Bergland]                                               |                                                         | Szászkabánya               | Krassó-Szörény   |
| Deutsch-St.-Peter                                                                                          |                                                         | Németszentpéter            | Arad             |
| Deutsch-Stamora, Windisch-Stamora                                                                          |                                                         | Alsósztamora               | Temes            |
| Deutsch-Tekesch [in Altland, Königsboden]                                                                  | Täkes, Täckes                                           | Szásztyukos                | Brassó           |
| Deutsch-Tschiklowa                                                                                         |                                                         | Csiklovabánya              | Krassó-Szörény   |
| Deutsch-Weißkirch, Weisskirch [in Altland, Königsboden]                                                    | Weiskirich, Veiskiriχ, Veeskirχ                         | Szászfehéregyháza          | Brassó           |
| Deutsch-Zepling, Deutsch-Zapleng, Zepling [in Reener Ländchen]                                             | Zaiplenk                                                | Dedrád                     | Maros            |
| Diemrich, Schlossberg, Denburg, Deva                                                                       |                                                         | Déva                       | Hunyad           |
| Dienesdorf                                                                                                 |                                                         | Sajóudvarhely              | Beszterce-Naszód |
| Diesendorf                                                                                                 |                                                         | Városfalva                 | Hargita          |
| Diewaldsdorf, Teufelsdorf, Truffelsdorf                                                                    | Deiwelsderf, Deiwelsterf                                | Héjjasfalva                | Maros            |
| Dilsental                                                                                                  |                                                         | Vályadilsi                 | Hunyad           |
| Disteldorf                                                                                                 |                                                         | Kisbogács                  | Kolozs           |
| Dittersdorf                                                                                                |                                                         | Ditró                      | Hargita          |
| Djorok |                                                         | Gyorok                     | Arad             |
| Dobendorf                                                                                                  |                                                         | Nagydoba                   | Szilágy          |
| Dobendorf                                                                                                  |                                                         | Székelydobó                | Hargita          |
| Dobersdorf                                                                                                 |                                                         | Dobolló                    | Kovászna         |
| Dobeschdorf                                                                                                |                                                         | Doboka                     | Kolozs           |
| Dobring, Dobreng, Doborka, Doberg [in Unterwaldes, Königsboden]                                            | Dobrenk                                                 | Doborka                    | Szeben           |
| Dobrotz |                                                         | Dobroc                     | Hunyad           |
| Dognatschka, Bergwerk-Dognatschka                                                                          |                                                         | Dognácska                  | Krassó-Szörény   |
| Dolatz |                                                         | Dóc                        | Temes            |
| Dombhater-Sauerbrunnen                                                                                     |                                                         | Dombhátfürdő               | Beszterce-Naszód |
| Donnersmarkt                                                                                               | Donnerschmert, Danneršmuert, Donnerschmuert, Danešmuert | Monora                     | Fehér            |
| Dorgosch                                                                                                   |                                                         | Dorgos                     | Arad             |
| Dorndorf                                                                                                   |                                                         | Dumesd                     | Hunyad           |
| Dorndorf                                                                                                   |                                                         | Körösdombró                | Arad             |
| Dörfel |                                                         | Érkisfalu                  | Szatmár          |
| Draas |                                                         | Nádasdaróc                 | Kolozs           |
| Draas, Drausz, Draes, Dräss [in Altland, Königsboden]                                                      | Dras, Drâts, Drauz                                      | Homoróddaróc               | Brassó           |
| Drachendorf                                                                                                |                                                         | Dragus                     | Brassó           |
| Dragschina                                                                                                 |                                                         | Temesfalva                 | Temes            |
| Drauz |                                                         | Doroszlófalva              | Arad             |
| Dreikirchen, Dornen, Dornstadt                                                                             |                                                         | Tövis                      | Fehér            |
| Dreispitz, Saagh, Segenthau                                                                                |                                                         | Németság                   | Arad             |
| Dunesdorf, Dansdorf [in Weinland, Königsboden]                                                             | Dunesdref                                               | Dános                      | Maros            |
| Dunkeldorf                                                                                                 |                                                         | Szőkefalva                 | Maros            |
| Durles, Durlasch                                                                                           | Durles                                                  | Darlac                     | Szeben           |
| Dursdorf                                                                                                   |                                                         | Durusa                     | Máramaros        |
| Dürrbach                                                                                                   | Dyrr Bach                                               | Szohodol                   | Brassó           |
| Dürrbach [in Nösnerland, Nösnergau]                                                                        | Dirbach, Dirbâχ                                         | Dipse                      | Beszterce-Naszód |
| Dürrdorf, Tür                                                                                              |                                                         | Tűr                        | Fehér            |
| Ebendorf [in Banater Bergland]                                                                             |                                                         | Csukás                     | Temes            |
| Ederholz, Ederhulz, Ederhultz, Hidrigscholln                                                               | Kli-Helzkn                                              | Héderfája                  | Maros            |
| Egendorf                                                                                                   |                                                         | Ége                        | Hargita          |
| Egisdorf, Egydsdorf                                                                                        |                                                         | Felenyed                   | Fehér            |
| Egresch, Egrisch                                                                                           |                                                         | Egres                      | Temes            |
| Ehrendorf                                                                                                  |                                                         | Brébfalva                  | Máramaros        |
| Ehrgang, Erlgang, Irrgang                                                                                  | Argung, Ärgunk                                          | Szászernye                 | Szeben           |
| Eichental [in Banater Bergland]                                                                            |                                                         | Gyulatelep                 | Krassó-Szörény   |
| Eidischdorf, Eidischdorfbach, Eidischbach                                                                  |                                                         | Idecspatak                 | Maros            |
| Einsiedeln                                                                                                 |                                                         | Kővárremete                | Máramaros        |
| Einsiedl                                                                                                   |                                                         | Remete                     | Fehér            |
| Eisdorf, Weissdorf                                                                                         |                                                         | Homoródjánosfalva          | Brassó           |
| Eisendorf                                                                                                  |                                                         | Zajkány                    | Hunyad           |
| Eisenhain                                                                                                  |                                                         | Szilágycseres              | Szilágy          |
| Eisenmarkt, Eisenburg                                                                                      |                                                         | Torockó                    | Fehér            |
| Eisenmarkt, Eisenstadt, Hunyad, Thurndorf                                                                  | Hanedejn, Haneden, Hanedein                             | Vajdahunyad                | Hunyad           |
| Eisenstein                                                                                                 |                                                         | Vaskő                      | Krassó-Szörény   |
| Elendorf                                                                                                   |                                                         | Lunka                      | Hunyad           |
| Eliasdorf, Ilgendorf                                                                                       | Ilschendref                                             | Illyefalva                 | Kovászna         |
| Elienmarkt, Hielen, Illiendorf                                                                             |                                                         | Marosillye                 | Hunyad           |
| Elisabethstadt, Epeschdorf, Eppeschdorf, Äpeschdorf                                                        |                                                         | Erzsébetváros              | Szeben           |
| Elisdorf, Illeschdorf                                                                                      |                                                         | Illény                     | Brassó           |
| Elkendorf                                                                                                  |                                                         | Elekes                     | Fehér            |
| Ellesch |                                                         | Élesd                      | Bihar            |
| Elrück, Erlenhang                                                                                          |                                                         | Égerhát                    | Máramaros        |
| Elsterdorf, Rodomersdorf [in Unterwald]                                                                    |                                                         | Szereka                    | Hunyad           |
| EmerichsdorfEmrichsdorf, Sankt Emerich                                                                     |                                                         | Marosszentimre             | Fehér            |
| Engelsbrunn                                                                                                |                                                         | Angyalkút                  | Arad             |
| Engental, Engeltal, Ingental                                                                               | Ängenduel, Mon'enduel                                   | Ingodály                   | Szeben           |
| Er, Ur | Er                                                      | Felőr                      | Beszterce-Naszód |
| Erdeed |                                                         | Erdőd                      | Szatmár          |
| Erdwall |                                                         | Melegföldvár               | Kolozs           |
| Erkeden, Mahldorf                                                                                          |                                                         | Szilágyerked               | Szilágy          |
| Erlberg, Erldorf                                                                                           |                                                         | Szilágyegerbegy            | Máramaros        |
| Erldorf |                                                         | Egeres                     | Kolozs           |
| Erlendorf                                                                                                  |                                                         | Egerbegy                   | Kolozs           |
| Erlenmarkt, Erlberg, Erlendorf                                                                             |                                                         | Aranyosegerbegy            | Kolozs           |
| Erlenwald, Erlendorf, Ajreschteln                                                                          |                                                         | Egrestő                    | Maros            |
| Ermesch, Irmesch, Irmesch bei Boralt                                                                       | Irmesch                                                 | Ürmös                      | Brassó           |
| Erzdorf |                                                         | Bányahavas                 | Kolozs           |
| Eschendorf                                                                                                 |                                                         | Csomakőrös                 | Kovászna         |
| Eschendorf                                                                                                 |                                                         | Sepsikőröspatak            | Kovászna         |
| Esent-Gehonesz                                                                                             |                                                         | Szentivánlaborfalva        | Kovászna         |
| Esten |                                                         | Esztény                    | Kolozs           |
| Etschdorf, Echtorf, Fetschdorf, Etschdorf                                                                  | Atschdref, Ranotn                                       | Radnótfája                 | Maros            |
| Eulenbach, Illenbach, Dulenbach [in Altland, Königsboden]                                                  | Ellimbich                                               | Illenbák                   | Szeben           |
| Ezeresch                                                                                                   |                                                         | Ezeres                     | Krassó-Szörény   |
| Falk, Felk, Fellach                                                                                        | Falk                                                    | Fellak                     | Beszterce-Naszód |
| Falkendorf                                                                                                 |                                                         | Szilágysolymos             | Szilágy          |
| Falkendorf, Scholmosch                                                                                     |                                                         | Marossolymos               | Hunyad           |
| Falkenstadt                                                                                                |                                                         | Magyarsolymos              | Fehér            |
| Farrendorf                                                                                                 |                                                         | Bikácfalva                 | Máramaros        |
| Fassellen, Fatzellen                                                                                       |                                                         | Fazacsel                   | Hunyad           |
| Fatschet, Wallachisch-Fatschet + Deutsch-Fatschet                                                          |                                                         | Facsád                     | Temes            |
| Feigendorf, Fegendorf                                                                                      | Fäjendref                                               | Mikeszásza                 | Szeben           |
| Feisked, Feisket                                                                                           | Faisket                                                 | Fűzkút                     | Beszterce-Naszód |
| Felddorf, Feldorf                                                                                          |                                                         | Kimpulunyág                | Hunyad           |
| Felden, Felddorf, Birkenau [in Rodnaer Dominium]                                                           | Feldraf, Feldra, Birkena                                | Földra                     | Beszterce-Naszód |
| Feldthor                                                                                                   |                                                         | Mezőkapus                  | Maros            |
| Felixbad                                                                                                   |                                                         | Félixfürdő                 | Bihar            |
| Felldorf, Fülldorf, Füllendorf, Fildorf, Veldorf                                                           | Feldref, Felderf                                        | Fületelke                  | Maros            |
| Felmern, Felmer [in Altland]                                                                               | Fälmern                                                 | Felmér                     | Brassó           |
| Felsendorf, Filsdorf                                                                                       | Fälzenderf                                              | Földszin                   | Szeben           |
| Felsenthal                                                                                                 |                                                         | Dulló                      | Krassó-Szörény   |
| Fenlak |                                                         | Fönlak                     | Arad             |
| Ferdinandsberg, Ferdinand Werk, Ferdinandsthal                                                             |                                                         | Nándorhegy                 | Krassó-Szörény   |
| Fernesch                                                                                                   |                                                         | Felsőfernezely             | Máramaros        |
| Feyert, Feuerd, Feyrdorf                                                                                   |                                                         | Fejérd                     | Kolozs           |
| Fibisch |                                                         | Temesfüves                 | Temes            |
| Fienen, Fiend, Fina [in Schwobaländle]                                                                     |                                                         | Mezőfény                   | Szatmár          |
| Fischbach                                                                                                  |                                                         | Pestyere                   | Hunyad           |
| Fised |                                                         | Füzesd                     | Hunyad           |
| Fisesch [in Banater Bergland]                                                                              |                                                         | Krassófüzes                | Krassó-Szörény   |
| Flammendorf                                                                                                |                                                         | Gyulas                     | Maros            |
| Flendorf                                                                                                   |                                                         | Szarakszó                  | Fehér            |
| Fogarasch, Fugrasch                                                                                        |                                                         | Fogaras                    | Brassó           |
| Foldt |                                                         | Folt                       | Hunyad           |
| Fornaden                                                                                                   |                                                         | Fornádia                   | Hunyad           |
| Fönisch |                                                         | Fényes                     | Krassó-Szörény   |
| Franzdorf [in Banater Bergland]                                                                            |                                                         | Ferencfalva                | Krassó-Szörény   |
| Frauenbach, Neustadt                                                                                       |                                                         | Nagybánya                  | Máramaros        |
| Frauendorf                                                                                                 | Franderf, Frândref, Frandref [in Weinland]              | Asszonyfalva               | Szeben           |
| Frauendorf                                                                                                 |                                                         | Breáza                     | Brassó           |
| Frauendorf                                                                                                 |                                                         | Havasasszonyfalva          | Kolozs           |
| Frauenvolk, Frauenberg                                                                                     |                                                         | Asszonynépe                | Fehér            |
| Freck, Fryk [in Altland, Königsboden]                                                                      | Frek, Fraek                                             | Felek                      | Szeben           |
| Freissendorf [in Nösnerland, Nösnergau]                                                                    | Freissenderf, Fraissenderf                              | Friss                      | Beszterce-Naszód |
| Freiwald, Walddorf                                                                                         |                                                         | Szabaderdő                 | Fehér            |
| Freudenthal, Gross-Scham                                                                                   |                                                         | Nagyzsám                   | Temes            |
| Furkeschdorf                                                                                               | Furkešdref                                              | Farkastelke                | Szeben           |
| Futak, Somosdorf                                                                                           |                                                         | Somostelke                 | Maros            |
| Fügeden, Fugaden                                                                                           |                                                         | Fugad                      | Fehér            |
| Fürstenburg, Fürstenberg                                                                                   | Firstenbrich                                            | Hídvég                     | Kovászna         |
| Fürstendorf                                                                                                |                                                         | Ákos                       | Szatmár          |
| Fürstendorf                                                                                                |                                                         | Mezőkirályfalva            | Maros            |
| Füssen, Füselen, Fützen                                                                                    | Faiss, Fisstn                                           | Küküllőfajsz               | Fehér            |
| Gabeldorf                                                                                                  |                                                         | Furksora                   | Hunyad           |
| Gabuden |                                                         | Gábod                      | Fehér            |
| Gälänts, Gelentz                                                                                           | Gälänts                                                 | Gelence                    | Kovászna         |
| Galatz, Galz                                                                                               |                                                         | Galac                      | Hunyad           |
| Gallendorf                                                                                                 | Galendref                                               | Nyárádgálfalva             | Maros            |
| Gallendorf, Hahnendorf, Hannendorf                                                                         | Galendref                                               | Vámosgálfalva              | Maros            |
| Gallusdorf, Galisch, Grossdorf, Krebsdorf                                                                  |                                                         | Szebengálos                | Szeben           |
| Galscha |                                                         | Galsa                      | Arad             |
| Galt [in Altland, Königsboden]                                                                             | Galt, Gelt                                              | Ugra                       | Brassó           |
| Ganz |                                                         | Gáncs                      | Beszterce-Naszód |
| Garba |                                                         | Garba                      | Arad             |
| Garendorf                                                                                                  |                                                         | Gardánfalva                | Máramaros        |
| Garendorf, Garndorf, Jordan [Nösnerland, Nösnergau]                                                        | Gordn, Gorn                                             | Árdány                     | Beszterce-Naszód |
| Garten |                                                         | Mikószilvás                | Fehér            |
| Gassen | Gassne                                                  | Disznajó                   | Maros            |
| Gattaja |                                                         | Gátalja                    | Temes            |
| Gauren [in Rodnaer Kreis]                                                                                  |                                                         | Gaurény                    | Beszterce-Naszód |
| Gavoschdia[in Banater Bergland]                                                                            |                                                         | Gavosdia                   | Temes            |
| Gebissdorf, Zabalon                                                                                        |                                                         | Zabola                     | Kovászna         |
| Gegesch |                                                         | Geges                      | Maros            |
| Geissdorf                                                                                                  |                                                         | Kecskedága                 | Hunyad           |
| Geist | Giszt, Geest                                            | Apáca                      | Brassó           |
| Ger |                                                         | Kérő                       | Kolozs           |
| Gerbesch                                                                                                   |                                                         | Mezőgerebenes              | Maros            |
| Gergendorf                                                                                                 |                                                         | Csapószentgyörgy           | Maros            |
| Gergersdorf, Gergesdorf, Unterdorf, Unter-Gyogy                                                            |                                                         | Algyógy                    | Hunyad           |
| Gergeschdorf, Gergesdorf                                                                                   | Gergestref, Gärještref                                  | Gergelyfája                | Fehér            |
| Gergesdorf                                                                                                 |                                                         | Csicsógyörgyfalva          | Beszterce-Naszód |
| Gergesdorf                                                                                                 |                                                         | Györgyfalva                | Kolozs           |
| Gergesthal                                                                                                 |                                                         | Szentgyörgyválya           | Hunyad           |
| Gerind |                                                         | Gerend                     | Hunyad           |
| Gerold, Geralt                                                                                             | Girelt                                                  | Girolt                     | Kolozs           |
| Gertenisch                                                                                                 |                                                         | Gertenyes                  | Krassó-Szörény   |
| Gertianosch                                                                                                |                                                         | Gyertyámos                 | Temes            |
| Gertsch |                                                         | Szilágygörcsön             | Szilágy          |
| Geschendorf                                                                                                |                                                         | Marosgezse                 | Maros            |
| Gespreng                                                                                                   |                                                         | Spring                     | Fehér            |
| Gestren |                                                         | Gesztrágy                  | Kolozs           |
| Gier |                                                         | Gyér                       | Temes            |
| Gierelsau, Gieresau, Gerardsau, Gereldsau [in Altland, Königsboden]                                        | Giresa, Girezâ, Gereza, Girelsâ                         | Fenyőfalva                 | Szeben           |
| Gieresch                                                                                                   |                                                         | Mezőgyéres                 | Kolozs           |
| Gieresch, Giersch, Jerichmarkt, Jelichmarkt                                                                |                                                         | Aranyosgyéres              | Kolozs           |
| Giesshübel, Giszibel                                                                                       | Gäszhiwel                                               | Kisludas                   | Szeben           |
| Gilad |                                                         | Gilád                      | Temes            |
| Gileschdorf                                                                                                |                                                         | Glodgilesd                 | Hunyad           |
| Gilgo | Gilgäs                                                  | Galgó                      | Szilágy          |
| Gilvatsch [in Schwobaländle]                                                                               |                                                         | Gilvács                    | Szatmár          |
| Gimesch |                                                         | Gyimesfelsőlok             | Hargita          |
| Ginsdorf, Deutschgrub                                                                                      | Gisdref                                                 | Mezőbanyica                | Maros            |
| Giroth |                                                         | Érgirolt                   | Szatmár          |
| Giseladorf, Gizela                                                                                         |                                                         | Gizellafalva               | Temes            |
| Gladen, Gladein, Gladn [in Nösnerland, Nösnergau]                                                          | Glán, Glan, Gladn                                       | Gledény                    | Beszterce-Naszód |
| Glashütte                                                                                                  |                                                         | Csákyújfalu                | Szilágy          |
| Glashütte                                                                                                  |                                                         | Szelestyehuta              | Szatmár          |
| Glatt, Salzfeld                                                                                            | Glatt                                                   | Szamossósmező              | Szilágy          |
| Glockendorf                                                                                                | Herenglab                                               | Harangláb                  | Maros            |
| Glockendorf                                                                                                |                                                         | Klopotiva                  | Hunyad           |
| Glogowatz, Glogowitz [in Arader Land]                                                                      |                                                         | Glogovác                   | Arad             |
| Godin |                                                         | Godinesd                   | Hunyad           |
| Gogeschburg, Unter der Burg                                                                                | Anjder der Burch                                        | Gógánváralja               | Maros            |
| Gogeschdorf, Jakobsdorf                                                                                    | Gogeschderf                                             | Gyákos                     | Szeben           |
| Goldast |                                                         | Aranyág                    | Temes            |
| Goldau | Golda                                                   | Várkudu                    | Beszterce-Naszód |
| Goldbach, Rotseifen                                                                                        |                                                         | Verespatak                 | Fehér            |
| Goldbrunn                                                                                                  |                                                         | Aranykút                   | Kolozs           |
| Golddorf                                                                                                   |                                                         | Aranyos                    | Hunyad           |
| Goldendorf                                                                                                 |                                                         | Arany                      | Hunyad           |
| Goldmark                                                                                                   |                                                         | Néraaranyos                | Krassó-Szörény   |
| Gonzaga |                                                         | Goncága                    | Hunyad           |
| Gorbau |                                                         | Csákigorbó                 | Szilágy          |
| Gorisdorf                                                                                                  |                                                         | Alsóvalkó                  | Szilágy          |
| Gottlob |                                                         | Kisősz                     | Temes            |
| Görgen, St. Emrich                                                                                         | Gergen, Girgn                                           | Görgényszentimre           | Maros            |
| Görgényer-Glashütte                                                                                        |                                                         | Görgényüvegcsűr            | Maros            |
| Görtsch |                                                         | Göröcsfalva                | Hargita          |
| Götz |                                                         | Göc                        | Kolozs           |
| Grabatz |                                                         | Garabos                    | Temes            |
| Grabendorf, Garuendorf                                                                                     |                                                         | Vále                       | Szeben           |
| Grabendorf, Grubendorf                                                                                     |                                                         | Ompolyszáda                | Fehér            |
| Grabendorf, Krapundorf, Krabundorf, Kuppendorf                                                             |                                                         | Magyarigen                 | Fehér            |
| Grabendorf, Slavenhausen                                                                                   |                                                         | Bánffytótfalu              | Kolozs           |
| Grappendorf                                                                                                |                                                         | Groppa                     | Máramaros        |
| Grit | Grät                                                    | Grid                       | Brassó           |
| Gross |                                                         | Grós                       | Hunyad           |
| Groß |                                                         | Halmágygóros               | Arad             |
| Gross-Astdorf                                                                                              |                                                         | Nagyág                     | Hunyad           |
| Grossau, Au [in Altland, Königsboden]                                                                      | Grisaa, Griza, Grusaa, Grusâ, Girezâ, Grîssâ            | Kereszténysziget           | Szeben           |
| Gross-Böschendorf                                                                                          |                                                         | Nagybozinta                | Máramaros        |
| Grossdorf, Grossendorf                                                                                     | Gruszndref, Grussndref                                  | Sajónagyfalu               | Beszterce-Naszód |
| Grossdorf, Langendorf, Langesdorf                                                                          | Selischte                                               | Szelistye                  | Szeben           |
| Grossdorf, Nadfal                                                                                          |                                                         | Temesnagyfalu              | Arad             |
| Grosseidau, Eyda [in Nösnerland, Nösnergau]                                                                | Aide                                                    | Kolozsnagyida              | Beszterce-Naszód |
| Gross-Elephant                                                                                             |                                                         | Nagybár                    | Hunyad           |
| Grossfeld                                                                                                  |                                                         | Nagymező                   | Kolozs           |
| Gross-Freudendorf, Freudendorf                                                                             | Bān, Bun                                                | Bún                        | Maros            |
| Gross-Girtze                                                                                               |                                                         | Nagygérce                  | Szatmár          |
| Gross-Grosslau                                                                                             |                                                         | Nagygoroszló               | Szilágy          |
| Grosshaus                                                                                                  |                                                         | Marosnagylak               | Fehér            |
| Grossilwa, Grossillau [in Rodnaer Kreis]                                                                   | Grusilwa                                                | Nagyilva                   | Beszterce-Naszód |
| Gross-Jetscha                                                                                              |                                                         | Nagyjécsa                  | Temes            |
| Gross-Kakowa, Kakowa                                                                                       |                                                         | Kákófalva                  | Krassó-Szörény   |
| Gross-Karol, Karol                                                                                         |                                                         | Nagykároly                 | Szatmár          |
| Grosskend                                                                                                  | Griuszkänd, Gruß-Känd                                   | Nagykend                   | Maros            |
| Gross-Komlosch, Komlosch                                                                                   |                                                         | Nagykomlós                 | Temes            |
| Gross-Kopisch [in Weinland, Königsboden]                                                                   | Grisz-Kopesch, Grîskôpeš, Kopeš                         | Nagykapus                  | Szeben           |
| Gross-Köweresch, Gross-Keweresch                                                                           |                                                         | Nagykövéres                | Temes            |
| Grosslau                                                                                                   |                                                         | Magyargoroszló             | Szilágy          |
| Gross-Logdes, Ludesch [in Unterwaldes, Königsboden]                                                        | Logdes                                                  | Nagyludas                  | Szeben           |
| Gross-Losdorf                                                                                              |                                                         | Nagylózna                  | Szilágy          |
| Grossmaitingen, Maitingen, Majding [in Schwobaländle]                                                      |                                                         | Nagymajtény                | Szatmár          |
| Gross-Neudorf                                                                                              |                                                         | Nagymonújfalu              | Szilágy          |
| Gross-Obstdorf                                                                                             |                                                         | Nagyalmás                  | Fehér            |
| Grosspereg, Grossperek, Großperek [in Arader Land]                                                         |                                                         | Németpereg                 | Arad             |
| Grossphlepsdorf, Ungarischphleps, Ungarisch-Fleps Gruis-Flaps                                              |                                                         | Magyarfülpös               | Maros            |
| Gross-Pold, Grosspolden, Gross-Apolden, Oberpold [in Unterwaldes, Königsboden]                             | Griszpult, Pult, Everstpold                             | Nagyapold                  | Szeben           |
| Gross-Probstdorf                                                                                           | Griuszpriustref                                         | Nagyekemező                | Szeben           |
| Gross-Rapolten, Gross-Rapolden                                                                             |                                                         | Nagyrápolt                 | Hunyad           |
| Gross-Rebern, Rossau [in Rodnaer Kreis]                                                                    | Rosâ, Roßa                                              | Nagyrebra                  | Beszterce-Naszód |
| Gross-Remetea                                                                                              |                                                         | Temesremete                | Temes            |
| Gross-Rodendorf                                                                                            |                                                         | Nagyosztró                 | Hunyad           |
| Gross-Sammetdorf                                                                                           |                                                         | Nagybarcsa                 | Hunyad           |
| Gross-Schemlak, Gross-Schemlok                                                                             |                                                         | Mezősomlyó                 | Temes            |
| Grossschenk [in Altland]                                                                                   | Gris-Schink                                             | Nagysink                   | Brassó           |
| Grossschergied, Schergid                                                                                   |                                                         | Magyarcserged              | Fehér            |
| Gross-Scheuern [in Altland, Königsboden]                                                                   | Griszschiern, Grîseїrn, Grišeern                        | Nagycsűr                   | Szeben           |
| Grossschlatten, Altenburg                                                                                  |                                                         | Abrudbánya                 | Fehér            |
| Gross-Schogen, Gross-Schagen [in Nösnerland, Nösnergau]                                                    | Griuszschogn                                            | Nagysajó                   | Beszterce-Naszód |
| Gross-Schullendorf                                                                                         |                                                         | Nagycsula                  | Hunyad           |
| Gross-Schwalbendorf                                                                                        |                                                         | Nagyesküllő                | Kolozs           |
| Gross-Schwarzdorf                                                                                          |                                                         | Netot                      | Brassó           |
| Gross-Sedresch, Himbeerdorf                                                                                |                                                         | Nagyszederjes              | Maros            |
| Gross-Sokond, Gross-Sukunden, Sukunden                                                                     |                                                         | Nagyszokond                | Szatmár          |
| Gross-St.-Peter                                                                                            |                                                         | Nagyszentpéter             | Temes            |
| Gross-Surduk                                                                                               |                                                         | Nagyszurduk                | Krassó-Szörény   |
| Gross-Tarna                                                                                                |                                                         | Nagytarna                  | Szatmár          |
| Gross-Thierdorf, Hobitzen                                                                                  |                                                         | Urik                       | Hunyad           |
| Grossthoren, Thorendorf                                                                                    |                                                         | Magyarkapus                | Kolozs           |
| Gross-Topolowetz                                                                                           |                                                         | Nagytopoly                 | Temes            |
| Gross-Wachsdorf                                                                                            |                                                         | Nagyteremi                 | Maros            |
| Gross-Waiwoden                                                                                             |                                                         | Nagyvajdafalva             | Brassó           |
| Grosswardein                                                                                               |                                                         | Nagyvárad                  | Bihar            |
| Gross-Weindorf                                                                                             |                                                         | Nagyborosnyó               | Kovászna         |
| Gross-Zegendorf                                                                                            |                                                         | Nagycég                    | Beszterce-Naszód |
| Grubenanlage                                                                                               |                                                         | Turcfürdő                  | Szatmár          |
| Grubendorf                                                                                                 |                                                         | Szászcsávás (Csávás)       | Maros            |
| Grubendorf                                                                                                 |                                                         | Mezőcsávás                 | Maros            |
| Grubendorf, Kleingrub                                                                                      |                                                         | Kisakna                    | Fehér            |
| Grundsdorf                                                                                                 |                                                         | Orbaitelek                 | Kovászna         |
| Gugendorf, Gergendorf, Gogeschdorf                                                                         | Gogeschderf                                             | Gógán                      | Maros            |
| Gulendorf                                                                                                  |                                                         | Bagolyfalu                 | Szilágy          |
| Gunzendorf [in Altland, Königsboden]                                                                       |                                                         | Popláka                    | Szeben           |
| Gurendorf, Gruben                                                                                          |                                                         | Gureny                     | Hunyad           |
| Gursdorf                                                                                                   |                                                         | Gurzófalva                 | Szilágy          |
| Gutschendorf                                                                                               |                                                         | Kurpeny                    | Hunyad           |
| Guttenbrunn                                                                                                |                                                         | Temeshidegkút              | Arad             |
| Gürteln, Gürtelen, Gürtlen, Girteln [in Altland]                                                           | Girtle                                                  | Gerdály                    | Szeben           |
| Gyalmar |                                                         | Gyalmár                    | Hunyad           |
| Gyilkossee                                                                                                 |                                                         | Gyilkostó                  | Hargita          |
| Gyogyer Warmbad, Warme Bäder bei Al-Gyogy                                                                  |                                                         | Feredőgyógy                | Hunyad           |
| Haardorf, Hahrdorf                                                                                         |                                                         | Völcsök                    | Szilágy          |
| Haberndorf, Habendorf                                                                                      |                                                         | Zápróc                     | Kolozs           |
| Hadrian |                                                         | Görgényadorján             | Maros            |
| Hagendorf                                                                                                  |                                                         | Csáklya                    | Fehér            |
| Hagendorf                                                                                                  |                                                         | Almáscsáka                 | Szilágy          |
| Hagendorf                                                                                                  |                                                         | Hagymásbodon               | Maros            |
| Hahnenbach, Hahnbach [in Altland, Königsboden]                                                             | Hunebich, Hunebiχ                                       | Kakasfalva                 | Szeben           |
| Hahnendorf                                                                                                 |                                                         | Gáldtő                     | Fehér            |
| Haldorf |                                                         | Lapusnyak                  | Hunyad           |
| Halmagen, Halmegen, Halmegyen, Halmajen, Halwegen [in Altland, Königsboden]                                | Almâjen                                                 | Halmágy                    | Brassó           |
| Halwelagen, Halwelegen, Halwelägen, Helvlegen, Halwlagen [in Weinland, Königsboden]                        | Halwelajen, Halvelâjn                                   | Holdvilág                  | Szeben           |
| Hamlesch, Omlesch [in Altland, Königsboden]                                                                | Hamlesch, Hamleš                                        | Omlás                      | Szeben           |
| Hamroth |                                                         | Alsóhomoród                | Szatmár          |
| Hamruden, Hameruden, Hammeroden, Homoroden, Homrod [in Altland, Königsboden]                               |                                                         | Homoród                    | Brassó           |
| Harbachsdorf, Härwesdorf, Harbach, Harendorf, Harrebach, Haresdorf                                         | Harwesterf                                              | Hortobágyfalva             | Szeben           |
| Haren |                                                         | Haró                       | Hunyad           |
| Härpen |                                                         | Oláhherepe                 | Fehér            |
| Harpien | Hārpen                                                  | Magyarherepe               | Maros            |
| Harrendorf                                                                                                 |                                                         | Hari                       | Fehér            |
| Haschagen, Hassagh [in Weinland, Königsboden]                                                              | Hoisoyen, Hôšôzn                                        | Hásság                     | Szeben           |
| Haseldorf, Monja                                                                                           |                                                         | Magyaró                    | Maros            |
| Hasendorf, Großneulaß                                                                                      |                                                         | Nagynyulas                 | Beszterce-Naszód |
| Hasendörfel                                                                                                |                                                         | Kisnyulas                  | Maros            |
| Hatzfeld                                                                                                   |                                                         | Zsombolya                  | Temes            |
| Hauffeld                                                                                                   |                                                         | Kendermező                 | Szilágy          |
| Hausenbach, Neulangendorf                                                                                  |                                                         | Hosszúújfalu               | Szilágy          |
| Hausescht                                                                                                  |                                                         | Hegyeslak                  | Temes            |
| Heeresdorf, Heresdorf, Gallatz/Bistritz [in Nösnerland, Nösnergau]                                         | Heresdref, Hieresdref                                   | Galacfalva                 | Beszterce-Naszód |
| Heidendorf                                                                                                 |                                                         | Poganesd                   | Hunyad           |
| Heidendorf [in Nösnerland, Nösnergau]                                                                      | Heendref, Hendraf, Hěndref                              | Besenyő                    | Beszterce-Naszód |
| Heidendorf, Funzendorf                                                                                     | Funtzendorf, Betschenuden, Hěndref                      | Székásbesenyő              | Fehér            |
| Heilege Kreuz, Karlshütte, Nikolaushütte                                                                   | Helik Krez                                              | Szentkeresztbánya          | Hargita          |
| Heldsdorf, Heldesdorf, Heltesdorf [in Burzenland]                                                          | Hältsdref, Haljtsdref                                   | Höltövény                  | Brassó           |
| Hellburg, Schiria [in Arader Land]                                                                         |                                                         | Világos                    | Arad             |
| Heltau, Heldau [in Altland, Königsboden]                                                                   | Hielt, Hilt, Helt                                       | Nagydisznód                | Szeben           |
| Henndorf, Hegendorf [in Weinland, Königsboden]                                                             | Händerf, Hendref                                        | Hégen                      | Szeben           |
| Henningsdorf, Rangeld, Rangeldorf                                                                          | Hennengsterf                                            | Henningfalva               | Fehér            |
| Herkulesbad                                                                                                |                                                         | Herkulesfürdő              | Krassó-Szörény   |
| Hermannstadt [in Altland, Königsboden]                                                                     | Hermestatt, Harmeštat, Hermeštat, de Štat               | Nagyszeben                 | Szeben           |
| Hetzeldorf, Etzel [in Weinland, Königsboden]                                                               | Hätselderf, Hâtseldref                                  | Ecel                       | Szeben           |
| Heuerdorf, Heyerdorf                                                                                       |                                                         | Hévér                      | Krassó-Szörény   |
| Heugraben                                                                                                  |                                                         | Kővárfonác                 | Máramaros        |
| Heynod, Hunyad                                                                                             | Hoinden                                                 | Bánffyhunyad               | Kolozs           |
| Hirsenmühl                                                                                                 |                                                         | Kásapatak                  | Szilágy          |
| Hirtendorf                                                                                                 |                                                         | Bácsfalva                  | Hunyad           |
| Hochbrunn, Holtzbrunn                                                                                      |                                                         | Forgácskút                 | Kolozs           |
| Hochfeld [in Altland, Königsboden]                                                                         | Hiufält, Hîfield                                        | Fófeld                     | Szeben           |
| Hochstatt, Hochstätten                                                                                     |                                                         | Hosdát                     | Hunyad           |
| Hodon |                                                         | Hodony                     | Temes            |
| Hodosch |                                                         | Temeshódos                 | Temes            |
| Hofdorf |                                                         | Szamosudvarhely            | Szilágy          |
| Hofmarkt                                                                                                   |                                                         | Vámosudvarhely             | Maros            |
| Hohe Rinne                                                                                                 |                                                         | Szebenjuharos              | Szeben           |
| Hohenkreutz                                                                                                |                                                         | Szilágyfőkeresztúr         | Szilágy          |
| Hohenwarthe, Wachtendorf                                                                                   |                                                         | Őregyház                   | Fehér            |
| Hohndorf, Hohendorf, Hahnendorf                                                                            | Huinderf, Huindorf                                      | Csatófalva                 | Maros            |
| Holbach, Faulbach                                                                                          | Faulbech                                                | Holbák                     | Brassó           |
| Hollerthal                                                                                                 |                                                         | Magyarborzás               | Beszterce-Naszód |
| Holten |                                                         | Holtmaros                  | Maros            |
| Holzmengen, Holzmannthal [in Altland, Königsboden]                                                         | Hultsmänjen, Hűltsmanjen, Hultsmońen                    | Holcmány                   | Szeben           |
| Homoroden, Bad Homorod                                                                                     |                                                         | Homoródfürdő               | Hargita          |
| Homruden, Homoroden, Hammeroden                                                                            |                                                         | Homoród                    | Hunyad           |
| Hondolen                                                                                                   |                                                         | Hondol                     | Hunyad           |
| Honigberg [in Burzenland]                                                                                  | Huntschprich                                            | Szászhermány               | Brassó           |
| Hopsenitz, Offsenitza                                                                                      |                                                         | Karátsonyifalva            | Temes            |
| Höllenhaus                                                                                                 |                                                         | Pokolvalcsel               | Hunyad           |
| Hölzeldorf                                                                                                 |                                                         | Faragó                     | Maros            |
| Hötzing, Hatzeg, Wallenthal                                                                                |                                                         | Hátszeg                    | Hunyad           |
| Huffladen                                                                                                  |                                                         | Páfrányos                  | Arad             |
| Hundertbücheln, Hundertbüchlen[in Altland]                                                                 | Hanjdertbächeln, Hangderbäχeln                          | Százhalom                  | Szeben           |
| Huruben |                                                         | Huruba                     | Szeben           |
| Hügeldorf                                                                                                  |                                                         | Küküllődombó               | Maros            |
| Hügeldorf                                                                                                  |                                                         | Meződomb                   | Maros            |
| Hühnendorf                                                                                                 |                                                         | Puj                        | Hunyad           |
| Hühnerbach, Honnerbach [in Altland, Königsboden]                                                           | Honerbich                                               | Glimboka                   | Szeben           |
| Hünenburg, Hujnerschburg Keisd, Kaisd, Keißd, Kaißd [in Weinland, Königsboden]                             | Keist, Kaest                                            | Szászkézd                  | Maros            |
| Igensbach, Wahrbach                                                                                        |                                                         | Igenpataka                 | Fehér            |
| Intsch, Entsch [in Nösnerland, Nösnergau]                                                                  | Intsch                                                  | Szászencs                  | Beszterce-Naszód |
| Irmesch, Urmesch                                                                                           | Ürmesch                                                 | Szászörményes              | Maros            |
| Iwanda |                                                         | Ivánd                      | Temes            |
| Jaad, Zum Jot, Jooden, Jadt [in Nösnerland, Nösnergau]                                                     | Got, Gôt, Gâot, Jôt, Joot                               | Jád                        | Beszterce-Naszód |
| Jaass |                                                         | Jász                       | Krassó-Szörény   |
| Jahrmarkt                                                                                                  |                                                         | Temesgyarmat               | Temes            |
| Jakeschdorf, Jokeschdorf                                                                                   |                                                         | Kászonjakabfalva           | Hargita          |
| Jakesteig, Jakesdorf                                                                                       |                                                         | Jákótelke                  | Kolozs           |
| Jakobsdorf, Jakeschdorf [in Altland]                                                                       | Jakosdref, Jôkestref, Giukestref                        | Jakabfalva                 | Szeben           |
| Jakobsdorf, Jakobsdorf bei Bistritz, Jachesdorf [in Nösnerland, Nösnergau]                                 | Jokeschderf                                             | Szászszentjakab            | Beszterce-Naszód |
| Janowa |                                                         | Temesjenő                  | Temes            |
| Jasch, Jassau, Jasswen                                                                                     |                                                         | Jás                        | Brassó           |
| Jedern |                                                         | Jeder                      | Máramaros        |
| Johannesdorf, Johannisdorf, Johannisdorf am Schogen, Johannsdorf, Gehanes                                  | Gehonesz                                                | Sajószentiván              | Beszterce-Naszód |
| Johannisberg, Johannesberg, Jannesberg                                                                     | Joannisbrig, Joannesbrig                                | Szentjánoshegy             | Szeben           |
| Johannisdorf, Johannesdorf                                                                                 | Gehannes                                                | Vajdaszentivány            | Maros            |
| Johannisdorf, Johannesdorf, Johannsdorf, Gehanes                                                           | Gehonesz                                                | Szászszentiván             | Maros            |
| Johannisfeld                                                                                               |                                                         | Jánosfölde                 | Temes            |
| Jokesdorf                                                                                                  |                                                         | Mezőszentjakab             | Kolozs           |
| Jonesdorf                                                                                                  |                                                         | Körösivánd                 | Arad             |
| Josefhausen                                                                                                |                                                         | Józsefháza                 | Szatmár          |
| Josefsdorf                                                                                                 |                                                         | Újjózseffalva              | Temes            |
| Judendorf                                                                                                  |                                                         | Dobra                      | Hunyad           |
| Julmarkt, Gelu                                                                                             | Gela                                                    | Gyalu                      | Kolozs           |
| Käbelbrunn                                                                                                 |                                                         | Mezőköbölkút               | Beszterce-Naszód |
| Käbisch, Kabisch                                                                                           | Käbesch, Käbeš                                          | Ágotakövesd                | Szeben           |
| Kainsdorf                                                                                                  |                                                         | Alsókajanel                | Hunyad           |
| Kaisersdorf                                                                                                |                                                         | Császári                   | Kolozs           |
| Kakowa-Gebirg                                                                                              |                                                         | Havastelep                 | Kolozs           |
| Kalatscha                                                                                                  |                                                         | Temeskalácsa               | Temes            |
| Kalian |                                                         | Felsőkajanel               | Hunyad           |
| Kalibaschen                                                                                                |                                                         | Hegyik                     | Fehér            |
| Kalibaschen                                                                                                |                                                         | Riuszád                    | Szeben           |
| Kallesdorf [in Nösnerland, Nösnergau]                                                                      | Kallesdref                                              | Árokalja                   | Beszterce-Naszód |
| Kalmandi, Kalmanding [in Schwobaländle]                                                                    |                                                         | Kálmánd                    | Szatmár          |
| Kaltbach                                                                                                   |                                                         | Hidegség                   | Hargita          |
| Kaltbrunn, Eulendorf                                                                                       |                                                         | Sereden                    | Szilágy          |
| Kaltbrunnen, Kaltbrunn                                                                                     | Koultbrannen                                            | Olthidegkút                | Brassó           |
| Kaltbrunnen, Kaltenbrunnen [in Altland]                                                                    | Kaltbrannen                                             | Kálbor                     | Brassó           |
| Kaltenbrunn                                                                                                |                                                         | Pusztahidegkút             | Máramaros        |
| Kaltenbrunnen, Kaltenbrunn                                                                                 | Kaltbrann                                               | Székelyhidegkút            | Hargita          |
| Kaltenbrunnen, Wajdenbrunn                                                                                 |                                                         | Vajdakuta                  | Maros            |
| Kaltherberg, Zekelburg                                                                                     |                                                         | Székelyföldvár             | Fehér            |
| Kaltwasser, Kaltbach                                                                                       |                                                         | Hidegvíz                   | Szeben           |
| Kanischa                                                                                                   |                                                         | Szörénykanizsa             | Krassó-Szörény   |
| Kapellendorf, Kapellkirch, Gergesdorf                                                                      | Gierjesdref                                             | Alsókápolna                | Fehér            |
| Kapellendorf, Kapolna                                                                                      |                                                         | Sebeskápolna               | Fehér            |
| Kaplan, Kaplon, Kapellan [in Schwobaländle]                                                                |                                                         | Kaplony                    | Szatmár          |
| Kapnik-Oberstadt, Kapnikgrub                                                                               |                                                         | Kapnikbánya                | Máramaros        |
| Kappeln | Kāpelln                                                 | Felsőkápolna               | Maros            |
| Karanschebesch, Karansebesch [in Banater Bergland]                                                         |                                                         | Karánsebes                 | Krassó-Szörény   |
| Karlshütte                                                                                                 |                                                         | Szentkeresztbánya          | Hargita          |
| Karullen, Kirchdorf                                                                                        |                                                         | Karuly                     | Máramaros        |
| Kastendorf [in Unterwaldes]                                                                                |                                                         | Kasztó                     | Hunyad           |
| Kastenholz [in Altland, Königsboden]                                                                       | Kastnhűlts                                              | Hermány                    | Szeben           |
| Katherinendorf                                                                                             |                                                         | Koltókatalin               | Máramaros        |
| Katzendorf [in Altland, Königsboden]                                                                       | Kazenderf, Katsndref                                    | Kaca                       | Brassó           |
| Katzenfeld                                                                                                 |                                                         | Macskamező                 | Máramaros        |
| Kaunsdorf                                                                                                  |                                                         | Káun                       | Hunyad           |
| Kawesch |                                                         | Érkávás                    | Szatmár          |
| Keglewitsch, Keglewitschhausen                                                                             |                                                         | Keglevichháza              | Temes            |
| Kellen, Kolun                                                                                              | Kellen                                                  | Kolun                      | Szeben           |
| Keller |                                                         | Celna                      | Fehér            |
| Kellerchen                                                                                                 |                                                         | Ribicsora                  | Hunyad           |
| Kellerdorf                                                                                                 |                                                         | Ribice                     | Hunyad           |
| Kelling, Kelnek                                                                                            | Kellenk                                                 | Kelnek                     | Fehér            |
| Kelmak |                                                         | Maroseperjes               | Arad             |
| Keppelsbach, Käppelsbach                                                                                   | Keppelsbach                                             | Kerpenyes                  | Fehér            |
| Kernescht                                                                                                  |                                                         | Kernyesd                   | Hunyad           |
| Kerölösch, Kerelusch                                                                                       |                                                         | Kerülős                    | Arad             |
| Kerschdorf                                                                                                 |                                                         | Kersec                     | Hunyad           |
| Kerschdorf, Unter-Pressendorf                                                                              |                                                         | Székásgyepü                | Szeben           |
| Kertzendorf                                                                                                |                                                         | Gyertyános                 | Hunyad           |
| Kertzing                                                                                                   | Kärzign                                                 | Gernyeszeg                 | Maros            |
| Kerz | Kierz Kierts                                            | Kerc                       | Szeben           |
| Kesseln, Keszlen, Kesselr                                                                                  |                                                         | Keszlér                    | Szeben           |
| Ketfel |                                                         | Kétfél                     | Temes            |
| Kilön |                                                         | Kilyén                     | Kovászna         |
| Kinteln, Kindel, Kindeln [in Nösnerland, Nösnergau]                                                        | Kinteln                                                 | Kentelke                   | Beszterce-Naszód |
| Kirchberg [in Altland, Königsboden]                                                                        | Kirperich, Kirpriχ                                      | Kürpöd                     | Szeben           |
| Kirchdorf                                                                                                  |                                                         | Csicsókápolna              | Szilágy          |
| Kirchenschatz                                                                                              |                                                         | Maroskáptalan              | Fehér            |
| Kirileis, Kirieleis, Kiriales [in Nösnerland, Nösnergau]                                                   | Kirjeles                                                | Kerlés                     | Beszterce-Naszód |
| Kirnik |                                                         | Szarvaspatak               | Fehér            |
| Kirtsch [in Weinland, Königsboden]                                                                         | Kiertš                                                  | Küküllőkőrös               | Szeben           |
| Kischoda, Alt-Kischoda                                                                                     |                                                         | Tesöld                     | Temes            |
| Kiseten |                                                         | Kiszető                    | Temes            |
| Kiwern, Küwern, Buchorn [in Altland, Königsboden]                                                          | Kîwern, Kuivern, Kuevern                                | Kóbor                      | Brassó           |
| Kladendorf                                                                                                 |                                                         | Széptelep                  | Szeben           |
| Kladendorf, Klagendorf                                                                                     | Maindre                                                 | Mundra                     | Brassó           |
| Klandorf, Kalan                                                                                            |                                                         | Pusztakalán                | Hunyad           |
| Klausenburg, Clausenberg                                                                                   | Klausenburich, Klousenbrich, Klauzembriχ                | Kolozsvár                  | Kolozs           |
| Klein-Alisch                                                                                               | Klinalesch, Klînâleš                                    | Szászszőllős               | Maros            |
| Klein-Almasch, Klein-Obstdorf                                                                              |                                                         | Kisalmás                   | Hunyad           |
| Klein-Beregsau                                                                                             |                                                         | Berekszónémeti             | Temes            |
| Kleinberwein, Klein-Beriwa                                                                                 |                                                         | Kisberivoj                 | Brassó           |
| Klein-Betschkerek, Betschkerek                                                                             |                                                         | Kisbecskerek               | Temes            |
| Klein-Bistritz in [Nösnerland, Nösnergau]                                                                  | Bästärz                                                 | Aszúbeszterce              | Beszterce-Naszód |
| Klein-Blasendorf                                                                                           | Bluesenderf                                             | Balázstelke                | Szeben           |
| Klein-Böschendorf                                                                                          |                                                         | Kisbozinta                 | Máramaros        |
| Klein-Debrezin                                                                                             |                                                         | Szamosdebrecen             | Szilágy          |
| Kleindörfchen, Mitit [in Rodnaer Kreis]                                                                    | Klî Derfki                                              | Mittye                     | Beszterce-Naszód |
| Kleindörfel                                                                                                |                                                         | Maroskisfalud              | Maros            |
| Kleindörfel, Dörflein                                                                                      |                                                         | Ompolykisfalud             | Fehér            |
| Klein-Enyed, Kleinegidsdorf                                                                                | Klinonyeten, Engeten                                    | Kisenyed                   | Szeben           |
| Kleinfarken, Kleinferken, Schärschken                                                                      |                                                         | Magyarsáros                | Maros            |
| Klein-Fenisch                                                                                              |                                                         | Kisfenes                   | Kolozs           |
| Klein-Freudendorf, Oberfreudendorf                                                                         |                                                         | Alsóbún                    | Maros            |
| Kleingaj                                                                                                   |                                                         | Kisgáj                     | Temes            |
| Klein-Girtze                                                                                               |                                                         | Kisgérce                   | Szatmár          |
| Klein-Grosslau                                                                                             |                                                         | Kisgoroszló                | Szilágy          |
| Kleingrub                                                                                                  |                                                         | Járabánya                  | Kolozs           |
| Klein-Hötzing, Hadzel                                                                                      |                                                         | Hacazsel                   | Hunyad           |
| Klein-Ilwa, Klein-Ilva [in Rodnaer Kreis]                                                                  | Kliilwa, Kliilve                                        | Kisilva                    | Beszterce-Naszód |
| Klein-Jetscha                                                                                              |                                                         | Kisjécsa                   | Temes            |
| Kleinkend                                                                                                  | Klikänd, Kli-Känd                                       | Kiskend                    | Maros            |
| Klein-Kerz, Kertschen                                                                                      |                                                         | Oprakercisora              | Szeben           |
| Klein-Klandorf, Löffeldorf                                                                                 |                                                         | Kiskalán                   | Hunyad           |
| Klein-Kopisch [in Weinland, Königsboden]                                                                   | Klîkôpeš, Kopeš, Kli-Kopesch                            | Kiskapus                   | Szeben           |
| Klein-Kostilj                                                                                              |                                                         | Kiskastély                 | Temes            |
| Klein-Pereg [in Arader Land]                                                                               |                                                         | Kispereg                   | Arad             |
| Kleinphlepsdorf, Fläpsdorf                                                                                 | Klifleps                                                | Kisfülpös                  | Maros            |
| Klein-Pold, Klein-Apolden [in Untewaldes]                                                                  | Klipult, Niederspold                                    | Kisapold                   | Szeben           |
| Kleinprobsdorf                                                                                             | Klipriusterf                                            | Kisekemező                 | Szeben           |
| Klein-Rapolten, Klein-Rapolden                                                                             |                                                         | Kisrápolt                  | Hunyad           |
| Klein-Rebern, Klein-Rebra [in Rodnaer Kreis]                                                               | Klirebre                                                | Kisrebra                   | Beszterce-Naszód |
| Klein-Rodendorf                                                                                            |                                                         | Kisosztró                  | Hunyad           |
| Klein-Rumesch, Klein-Rumeß, Kleinrumes, Klein-Remesch, Klein-Romos [in Unterwaldes]                        | Rumes, Klîrumes                                         | Romoszhely                 | Hunyad           |
| Klein-Sammetdorf                                                                                           |                                                         | Kisbarcsa                  | Hunyad           |
| Kleinschangen, Klein-Schogen, Klein-Schagen [in Nösnerland, Nösnergau]                                     | Kli-Schogn                                              | Kissajó                    | Beszterce-Naszód |
| Kleinschelken [in Weinland, Königsboden]                                                                   | Klišielken, Klišelkn, Sachsschelken                     | Kisselyk                   | Szeben           |
| Klein-Schemlak, Klein-Schemlok                                                                             |                                                         | Vársomlyó                  | Temes            |
| Klein-Schenk [in Altland]                                                                                  | Kli-Schink, Klišink                                     | Kissink                    | Brassó           |
| Klein-Schergid                                                                                             |                                                         | Kiscserged                 | Maros            |
| Kleinschergied                                                                                             | Schergit                                                | Bolgárcserged              | Fehér            |
| Klein-Scheuern[in Altland, Königsboden]                                                                    | Klišeirn, Klišeern                                      | Kiscsűr                    | Szeben           |
| Klein-Schirkengen, Klein-Scharkan, Scharkendorf                                                            |                                                         | Sarkaica                   | Brassó           |
| Klein-Schlatten, Goldmarkt                                                                                 |                                                         | Zalatna                    | Fehér            |
| Klein-Schullendorf                                                                                         |                                                         | Kiscsula                   | Hunyad           |
| Klein-Schwalbendorf                                                                                        |                                                         | Kisesküllő                 | Kolozs           |
| Klein-Sedresch                                                                                             |                                                         | Kisszederjes               | Maros            |
| Kleinsiedel                                                                                                |                                                         | Facsádkistelep             | Temes            |
| Kleinsiedel                                                                                                |                                                         | Kistelep                   | Temes            |
| Klein-St.-Peter                                                                                            |                                                         | Kisszentpéter              | Temes            |
| Kleinsukunden, Klein-Szokond                                                                               |                                                         | Kisszokond                 | Szatmár          |
| Klein-Talmesch                                                                                             | Kli-Talmesch                                            | Kistalmács                 | Szeben           |
| Kleinthoren, Klein-Thorendorf                                                                              |                                                         | Magyarkiskapus             | Kolozs           |
| Klein-Tirnau                                                                                               |                                                         | Fazekastarnó               | Arad             |
| Klein-Tirnau                                                                                               |                                                         | Tirnavica                  | Hunyad           |
| Klein-Topolovetz                                                                                           |                                                         | Kistopoly                  | Temes            |
| Kleinurbau                                                                                                 |                                                         | Középorbó                  | Fehér            |
| Klein-Wachsdorf                                                                                            |                                                         | Kisteremi                  | Maros            |
| Klein-Weindorf                                                                                             |                                                         | Kisborosnyó                | Kovászna         |
| Klitz |                                                         | Csűrfalva                  | Szilágy          |
| Klod |                                                         | Glód                       | Fehér            |
| Klopodia                                                                                                   |                                                         | Klopódia                   | Temes            |
| Klosdorf                                                                                                   | Klosderf, Kluisderf, Klîsderf, Klîstref, Kliusderf      | Miklóstelke                | Maros            |
| Klosterdorf                                                                                                |                                                         | Mezőbarátfalva             | Beszterce-Naszód |
| Knees, Knes                                                                                                |                                                         | Temeskenéz                 | Temes            |
| Kohldorf                                                                                                   |                                                         | Szenesfalu                 | Krassó-Szörény   |
| Kohlendorf                                                                                                 |                                                         | Kővárfüred                 | Máramaros        |
| Kokelburg, Kukelburg, Kuchelburg, Kümelburg                                                                | Kâkelbrich                                              | Küküllővár                 | Fehér            |
| Kokt, Quellendorf                                                                                          |                                                         | Kutyfalva                  | Maros            |
| Kokt, Quellendorf, Brunnendorf, Kutta                                                                      | Koktn                                                   | Kútfalva                   | Fehér            |
| Koliben |                                                         | Havasgáld                  | Fehér            |
| Koliben |                                                         | Kalibák                    | Szeben           |
| Komeloden, Hopfengarten                                                                                    | Komelodn                                                | Komlód                     | Beszterce-Naszód |
| Kommando, k. u. k. Grenzkommando                                                                           |                                                         | Komandó                    | Kovászna         |
| Komondjen                                                                                                  |                                                         | Alsókomána                 | Brassó           |
| Konop |                                                         | Konop                      | Arad             |
| Konradsdorf [in Altland, Königsboden]                                                                      | Blesch-Tâkes                                            | Felsőtyukos                | Brassó           |
| Konradsdorf, Hühnerdorf, Hühnerbach                                                                        | Hienendref                                              | Gainár                     | Szeben           |
| Korben, Rabendorf                                                                                          |                                                         | Korb                       | Brassó           |
| Kornbach                                                                                                   |                                                         | Somkútpataka               | Máramaros        |
| Kosch |                                                         | Szamoskócs                 | Beszterce-Naszód |
| Koseln |                                                         | Kózsa                      | Hunyad           |
| Kothdorf                                                                                                   |                                                         | Sárfalva                   | Hunyad           |
| Kothendorf                                                                                                 |                                                         | Csüdőtelke                 | Maros            |
| Kothmarkt                                                                                                  |                                                         | Sárd                       | Fehér            |
| Kothmarkt                                                                                                  |                                                         | Sárvásár                   | Kolozs           |
| Kothstrass, Kothstraß                                                                                      |                                                         | Lecsmér                    | Szilágy          |
| Kovasna |                                                         | Kovászna                   | Kovászna         |
| Kowatsch                                                                                                   |                                                         | Temeskovácsi               | Temes            |
| Köllendorf, Köln [in Nösnerland, Nösnergau]                                                                | Keldref, Kelndref                                       | Kajla                      | Beszterce-Naszód |
| Königdorf                                                                                                  |                                                         | Magyarkirályfalva          | Maros            |
| Königsbach                                                                                                 |                                                         | Királypataka               | Fehér            |
| Königsberg, Königsperg                                                                                     | Kenegsbarich                                            | Királyhalma                | Brassó           |
| Königsdorf                                                                                                 |                                                         | Enyedszentkirály           | Fehér            |
| Königsdorf                                                                                                 |                                                         | Érszentkirály              | Szatmár          |
| Königsdorf                                                                                                 | Kenengderf                                              | Pálos                      | Brassó           |
| Königsgnad                                                                                                 |                                                         | Királykegye                | Krassó-Szörény   |
| Königshof [in Banater Bergland]                                                                            |                                                         | Németremete                | Temes            |
| Kradendorf, Krötendorf, Kreisdorf                                                                          | Krodendref                                              | Kiskerék                   | Szeben           |
| Kragisen, Kragis                                                                                           |                                                         | Kraguis                    | Hunyad           |
| Krakau |                                                         | Boroskrakkó                | Fehér            |
| Krankendorf                                                                                                |                                                         | Poklos                     | Fehér            |
| Krankendorf                                                                                                |                                                         | Poklisa                    | Hunyad           |
| Kraschowa                                                                                                  |                                                         | Krassóvár                  | Krassó-Szörény   |
| Krassmarkt                                                                                                 |                                                         | Kraszna                    | Szilágy          |
| Krautfeld                                                                                                  |                                                         | Alparét                    | Kolozs           |
| Krebsbach                                                                                                  |                                                         | Aranyosrákos               | Kolozs           |
| Krebsbach                                                                                                  | Krippesseifn                                            | Szebenkákova               | Szeben           |
| Krebsbach, Kriesbach, Krebsbach in Geister Wald, Kreischbach, Kripobach                                    | Kriszbich                                               | Krizba                     | Brassó           |
| Krebsdorf                                                                                                  |                                                         | Sebeskákova                | Fehér            |
| Krebsendorf, Krebsenteich                                                                                  |                                                         | Rakató                     | Fehér            |
| Kreisch | Kraeš                                                   | Keresd                     | Maros            |
| Krenndorf                                                                                                  |                                                         | Tormás                     | Hunyad           |
| Kreschenhaid                                                                                               |                                                         | Kerestelek                 | Szilágy          |
| Kressden                                                                                                   |                                                         | Korojesd                   | Hunyad           |
| Kreutzdorf                                                                                                 |                                                         | Berekeresztúr              | Maros            |
| Kreuz, Liebkreuz                                                                                           | Ängersch-Kretz                                          | Székelykeresztúr           | Hargita          |
| Kreuz, Oberkreuz                                                                                           | Eberscht-Kreiz                                          | Bethlenkeresztúr           | Beszterce-Naszód |
| Kreuzburg, Thell                                                                                           | Kretzbrich, Kretsbrich                                  | Keresztvár                 | Brassó           |
| Kreuzherr                                                                                                  | Nidderšt-Kreiz                                          | Csicsókeresztúr            | Beszterce-Naszód |
| Kreuzstätten, Kreuzstädl                                                                                   |                                                         | Temeskeresztes             | Temes            |
| Kriegsdorf, Hadad                                                                                          |                                                         | Hadad                      | Szatmár          |
| Krinz |                                                         | Krinc                      | Szeben           |
| Kriwaden                                                                                                   |                                                         | Krivádia                   | Hunyad           |
| Kronstadt, Stalinstadt [in Burzenland]                                                                     | Kruhnen, Krűnen, Krînen                                 | Brassó                     | Brassó           |
| Krötschendorf, Kroch                                                                                       | Kroich, Krotschendref                                   | Homoródkarácsonyfalva      | Hargita          |
| Krumpendorf                                                                                                |                                                         | Bökény                     | Krassó-Szörény   |
| Krumpendorf, Krumendorf                                                                                    |                                                         | Kalotabökény               | Kolozs           |
| Kuhdorf |                                                         | Váka                       | Hunyad           |
| Kukuksdorf                                                                                                 |                                                         | Görgénykakucs              | Maros            |
| Kupferbergwerk                                                                                             |                                                         | Balánbánya                 | Hargita          |
| Kurtitsch                                                                                                  |                                                         | Kürtös                     | Arad             |
| Kuschir [in Unterwaldes]                                                                                   |                                                         | Kudzsir                    | Fehér            |
| Kuschma, Kusen, Auen [in Nösnerland, Nösnergau]                                                            | Kuschma                                                 | Kusma                      | Beszterce-Naszód |
| Kuwin [in Arader Land]                                                                                     |                                                         | Aradkövi                   | Arad             |
| Küche, Reichhof, Konhau, Kuchl                                                                             |                                                         | Izakonyha                  | Máramaros        |
| Kümruss |                                                         | Kimpur                     | Hunyad           |
| Kürbisdorf                                                                                                 |                                                         | Alsótők                    | Kolozs           |
| Laas |                                                         | Sebesláz                   | Fehér            |
| Laas |                                                         | Sövényes                   | Arad             |
| Labaschinz                                                                                                 |                                                         | Lábas                      | Arad             |
| Ladmesch, Ladendorf                                                                                        | Loadmeš                                                 | Ladamos                    | Szeben           |
| Lagerfeld                                                                                                  |                                                         | Hobicavárhely              | Hunyad           |
| Lammdorf, Bärend [in Unterwaldes]                                                                          | Birndorf                                                | Berény                     | Hunyad           |
| Lammdorf, Lamendorf                                                                                        |                                                         | Lomány                     | Fehér            |
| Lampert, Lompart                                                                                           | Lamprich                                                | Lompérd                    | Beszterce-Naszód |
| Lampreten                                                                                                  |                                                         | Szilágylompért             | Szilágy          |
| Langendorf                                                                                                 |                                                         | Küküllőlonka               | Fehér            |
| Langendorf                                                                                                 | Lankenderf                                              | Lámkerék                   | Fehér            |
| Langendorf                                                                                                 |                                                         | Futásfalva                 | Kovászna         |
| Langendorf                                                                                                 |                                                         | Kővárhosszúfalu            | Máramaros        |
| Langendorf [in Unterwaldes, Königsboden]                                                                   | Lankenderf                                              | Lámkerék                   | Fehér            |
| Langenfeld                                                                                                 |                                                         | Néramező                   | Krassó-Szörény   |
| Langenthal                                                                                                 |                                                         | Alsólunkoj                 | Hunyad           |
| Langenthal                                                                                                 |                                                         | Lunksora                   | Hunyad           |
| Langenthal                                                                                                 |                                                         | Somlyómező                 | Szilágy          |
| Langenthal                                                                                                 |                                                         | Valealunga                 | Hunyad           |
| Langenthal, Langenthal bei Reps, Dahl                                                                      | Döl, Dol, Longendöl                                     | Longodár                   | Brassó           |
| Langenthal, Langthal, Langendorf                                                                           | Longenduel                                              | Hosszúaszó                 | Fehér            |
| Laposch |                                                         | Magyarlápos                | Máramaros        |
| Laposch |                                                         | Oláhlápos                  | Máramaros        |
| Lapuschnik                                                                                                 |                                                         | Nagylaposnok               | Krassó-Szörény   |
| Lasseldorf                                                                                                 |                                                         | Laszó                      | Hunyad           |
| Lasslendorf                                                                                                |                                                         | Lackod                     | Maros            |
| Lasslenkirch                                                                                               |                                                         | Úrháza                     | Fehér            |
| Laurentzi                                                                                                  |                                                         | Lőrincréve                 | Fehér            |
| Laussen |                                                         | Kerelő                     | Maros            |
| Lauter |                                                         | Latorvár                   | Szeben           |
| Lazarett                                                                                                   |                                                         | Verestoronyi vesztegzár    | Szeben           |
| Leblang, Löweneck, Löwlingen [in Altland, Königsboden]                                                     | Lihwleng, Lieflengk                                     | Lemnek                     | Brassó           |
| Lechnitz                                                                                                   |                                                         | Maroslekence               | Maros            |
| Lechnitz [in Nösnerland, Nösnergau]                                                                        | Lachenz                                                 | Szászlekence               | Beszterce-Naszód |
| Ledermann, Ludermann                                                                                       |                                                         | Lodormány                  | Fehér            |
| Lelsdorf                                                                                                   |                                                         | Lelesz                     | Hunyad           |
| Lennen |                                                         | Lemhény                    | Kovászna         |
| Leresdorf                                                                                                  | Leresderf                                               | Sajószentandrás            | Beszterce-Naszód |
| Lesch [in Rodnaer Kreis]                                                                                   |                                                         | Les                        | Beszterce-Naszód |
| Leschkirk, Löschkirch                                                                                      | Löschkirk, Laeschkirik, Leškirich                       | Újegyház                   | Szeben           |
| Lichtenwald                                                                                                |                                                         | Temeskomját                | Temes            |
| Liebesdorf                                                                                                 |                                                         | Maroscsúcs                 | Fehér            |
| Liebfrauen, Mariendorf                                                                                     |                                                         | Őraljaboldogfalva          | Hunyad           |
| Liebling                                                                                                   |                                                         | Liebling                   | Temes            |
| Lilienfeld                                                                                                 |                                                         | Borsómező                  | Fehér            |
| Lindendorf                                                                                                 |                                                         | Tyej                       | Hunyad           |
| Lindenfeld                                                                                                 |                                                         | Karánberek                 | Krassó-Szörény   |
| Lintschin                                                                                                  |                                                         | Lindzsina                  | Hunyad           |
| Lippa |                                                         | Lippa                      | Arad             |
| Lissa |                                                         | Lisza                      | Brassó           |
| Lone |                                                         | Aranyoslóna                | Kolozs           |
| Lone |                                                         | Kendilóna                  | Kolozs           |
| Losdorf |                                                         | Kőlózna                    | Szilágy          |
| Lowrin |                                                         | Lovrin                     | Temes            |
| Löhra, Lera, Lehr                                                                                          | Lir, Ler, Lêr                                           | Lövér                      | Maros            |
| Lörinzdorf                                                                                                 |                                                         | Lőrincfalva                | Maros            |
| Ludasch |                                                         | Marosludas                 | Maros            |
| Ludwigsdorf, Lutzdorf, Ludesdorf [in Nösnerland, Nösnergau]                                                | Ludesdref                                               | Szászludvég (Ludvég)       | Maros            |
| Lugosch, Wallachisch-Lugosch, Deutsch-Lugosch [in Banater Bergland]                                        |                                                         | Lugos                      | Temes            |
| Lukaskirchen                                                                                               |                                                         | Szamoslukácsi              | Máramaros        |
| Lupscha, Wolfsdorf                                                                                         | Lupsche                                                 | Lupsa                      | Brassó           |
| Lutza, Lutzen                                                                                              |                                                         | Luca                       | Brassó           |
| Maden, Medall                                                                                              |                                                         | Máda                       | Hunyad           |
| Madras, Gross-Madratz                                                                                      |                                                         | Nagymadarász               | Szatmár          |
| Mädwäsch, Bärenloch                                                                                        | Mädwäsch                                                | Nagymedvés                 | Fehér            |
| Magarey, Magaren, Magerau [in Altland, Königsboden]                                                        | Muegeroi, Mogerâ                                        | Magaré                     | Szeben           |
| Magendorf                                                                                                  |                                                         | Pacalka                    | Fehér            |
| Magerau |                                                         | Szövérd                    | Maros            |
| Maguren |                                                         | Dévatapolca                | Hunyad           |
| Maier, Mayer, Mayerhof [in Rodnaer Kreis]                                                                  | Meierhof                                                | Major                      | Beszterce-Naszód |
| Maldorf |                                                         | Domáld                     | Maros            |
| Mallern |                                                         | Kisilonda                  | Szilágy          |
| Malmkrog, Mallenkrag, Halbenkragen                                                                         | Malemkref, Malemkrox                                    | Almakerék                  | Szeben           |
| Manester                                                                                                   |                                                         | Monostor                   | Arad             |
| Maniersch, Mängersch, Mangerß                                                                              | Manjersch                                               | Küküllőmagyarós            | Maros            |
| Mardisch [in Weinland, Königsboden]                                                                        | Muerdesch                                               | Mardos                     | Szeben           |
| Mären |                                                         | Magyarókereke              | Kolozs           |
| Margareten                                                                                                 |                                                         | Margitta                   | Bihar            |
| Margarethen, Grittendorf                                                                                   |                                                         | Szentmargita               | Kolozs           |
| Mariaradna                                                                                                 |                                                         | Máriaradna                 | Arad             |
| Mariaschnee, Stempeldorf                                                                                   |                                                         | Máriahavas                 | Krassó-Szörény   |
| Marienburg, Marenburch [in Burzenland]                                                                     | Marienbrichm Marembriχ, Merembriχ                       | Barcaföldvár               | Brassó           |
| Marienburg, Meremberg                                                                                      | Marembrich                                              | Hétúr                      | Maros            |
| Mariendorf, Liebfrauendorf                                                                                 |                                                         | Kőboldogfalva              | Hunyad           |
| Marienfeld, Grossteremin                                                                                   |                                                         | Máriafölde                 | Temes            |
| Markendorf                                                                                                 |                                                         | Gyerővásárhely             | Kolozs           |
| Markesdorf                                                                                                 |                                                         | Kézdimárkosfalva           | Kovászna         |
| Markesdorf, Makesdorf, Mackendorf                                                                          |                                                         | Márkos                     | Kovászna         |
| Markod |                                                         | Márkod                     | Maros            |
| Marktdorf                                                                                                  |                                                         | Vásártelke                 | Szilágy          |
| Marktschelken, Grossschelken [in Weinland, Königsboden]                                                    | Marktšielken, Martšelkn                                 | Nagyselyk                  | Szeben           |
| Marmaroschsiget, Sighet                                                                                    |                                                         | Máramarossziget            | Máramaros        |
| Marpod, Marpodt, Marpolden, Maierpod, Mayerpolden, Maypold[in Altland, Königsboden]                        | Mârpet                                                  | Márpod                     | Szeben           |
| Marschen, Marginen                                                                                         |                                                         | Marginen                   | Brassó           |
| Martelsfeld                                                                                                |                                                         | Mezőszentmárton            | Maros            |
| Martensdorf                                                                                                |                                                         | Martinesd                  | Hunyad           |
| Märtesdorf, Mertesdorf, Mortesdorf                                                                         | Mortesderf, Motesdref                                   | Martontelke                | Szeben           |
| Martinsberg, Märtelsberg [in Altland]                                                                      | Mirtesbärch, Mětesberχ, Miertesbarχ                     | Mártonhegy                 | Szeben           |
| Martinsdorf                                                                                                | Klusemiertn                                             | Kóródszentmárton           | Maros            |
| Martinsdorf, Mättersdorf, Metesdorf                                                                        | Miertesderf, Metesdref                                  | Mártonfalva                | Szeben           |
| Martinsdorf, Miertesdorf, Martins-Salz, Salz} Salzau                                                       | Miertesderf, Mieretesdref                               | Sósszentmárton             | Maros            |
| Mathesdorf, Mathiasdorf [in Nösnerland, Nösnergau]                                                         | Matesdref, Matesdraf                                    | Szentmáté                  | Beszterce-Naszód |
| Matscha [in Arader Land]                                                                                   |                                                         | Mácsa                      | Arad             |
| Mattesdorf, Mathesdorf, Mateschdorf, Mathiasdorf                                                           |                                                         | Mátéfalva                  | Brassó           |
| Mauldorf                                                                                                   |                                                         | Vojkaháza                  | Arad             |
| Mausdorf, Trassten, Tresten                                                                                | Muesderf, Muesdref                                      | Mezőharasztos              | Maros            |
| Mayroth |                                                         | Mojgrád                    | Szilágy          |
| Mediasch, Medwisch [in Weinland, Königsboden]                                                              | Medwesch, Medeš, Medveš                                 | Medgyes                    | Szeben           |
| Meeburg, Mehburg, Mähdorf [in Weinland, Königsboden]                                                       | Mebrich, Męburχ, Mebriχ                                 | Homoródbene                | Brassó           |
| Meergrub                                                                                                   |                                                         | Akmár                      | Fehér            |
| Meerport                                                                                                   |                                                         | Háporton                   | Fehér            |
| Meisterhausen                                                                                              |                                                         | Gödemesterháza             | Maros            |
| Meisterhausen                                                                                              |                                                         | Mesterháza                 | Maros            |
| Mercydorf                                                                                                  |                                                         | Mercyfalva                 | Temes            |
| Mergeln, Märgeln, Merglen, Mergental, Marienthal [in Altland]                                              | Märjeln, Maerjln                                        | Morgonda                   | Szeben           |
| Merjeln |                                                         | Almásszentmária            | Szilágy          |
| Meschen, Moschen [in Weinland, Königsboden]                                                                | Meschn, Maešn                                           | Muzsna                     | Szeben           |
| Meschendorf                                                                                                | Meschenderf, Mešndref                                   | Mese                       | Brassó           |
| Meteschdorf                                                                                                |                                                         | Metesd                     | Fehér            |
| Mettersdorf, Mettersdorf bei Bistritz [in Nösnerland, Nösnergau]                                           | Mätteršdraf, Mättešdref                                 | Nagydemeter                | Beszterce-Naszód |
| Michelsberg, Michaelsberg, Michelsdorf                                                                     | Mächelsbärch                                            | Kisdisznód                 | Szeben           |
| Michelsdorf                                                                                                | Mächelsterf                                             | Mihálcfalva                | Fehér            |
| Michelsdorf                                                                                                |                                                         | Csicsómihályfalva          | Beszterce-Naszód |
| Michelsdorf                                                                                                |                                                         | Krasznamihályfalva         | Szatmár          |
| Michelsdorf                                                                                                |                                                         | Mihalesd                   | Hunyad           |
| Michelsdorf                                                                                                | Mächelsdref                                             | Mihályfalva                | Szeben           |
| Michelsdorf                                                                                                |                                                         | Mikefalva                  | Maros            |
| Michelsdorf, Mechelsdorf                                                                                   | Mächelsdref                                             | Szásznagyvesszős           | Fehér            |
| Michelsdorf, Mechelsdorf                                                                                   |                                                         | Szentmihály                | Maros            |
| Michelsdorf, Michelsdorf auf der Heide                                                                     | Mächelsdref                                             | Mezőszentmihály            | Beszterce-Naszód |
| Miereschhall                                                                                               |                                                         | Marosújvár                 | Fehér            |
| Mikldorf                                                                                                   |                                                         | Mezőszokol                 | Maros            |
| Mikluden                                                                                                   | Miklodn                                                 | Küküllőiklód               | Fehér            |
| Mildenburg, Makenberg, Mecklenberg, Sachsenhausen                                                          | Meldenbrich                                             | Alamor                     | Szeben           |
| Milowa |                                                         | Milova                     | Arad             |
| Minarken, Molnarken, Malomarken [in Nösnerland, Nösnergau]                                                 | Minoarken, Minuarkn                                     | Malomárka                  | Beszterce-Naszód |
| Mindendorf, Mindorf [in Nösnerland, Nösnergau]                                                             | Mindendref                                              | Monorfalva                 | Beszterce-Naszód |
| Minischtal                                                                                                 |                                                         | Ménesvölgy                 | Krassó-Szörény   |
| Mittel |                                                         | Középalmás                 | Fehér            |
| Mittel-Borgo [Borgo-Gemeinden]                                                                             |                                                         | Középborgó                 | Beszterce-Naszód |
| Mitteldorf                                                                                                 | Mätteldref                                              | Középfalva                 | Beszterce-Naszód |
| Mittelstadt                                                                                                |                                                         | Felsőbánya                 | Máramaros        |
| Mocserisch                                                                                                 |                                                         | Mocsáros                   | Krassó-Szörény   |
| Moesch, Unter Moesch                                                                                       |                                                         | Alsómoécs                  | Brassó           |
| Mogura [in Rodnaer Kreis]                                                                                  |                                                         | Magura                     | Beszterce-Naszód |
| Moichen, Maichen [in Altland, Königsboden]                                                                 | Moichen, Moiχen                                         | Móh                        | Szeben           |
| Mokod, Malkendorf [in Rodnaer Kreis]                                                                       | Mâkndraf, Makndrof                                      | Szamosmakód                | Beszterce-Naszód |
| Monderlak                                                                                                  |                                                         | Mondorlak                  | Arad             |
| Morawitz                                                                                                   |                                                         | Temesmóra                  | Temes            |
| Moritzdorf, Mauritz [in Nösnerland, Nösnergau]                                                             | Marz, Maurz                                             | Aranyosmóric               | Beszterce-Naszód |
| Moritzfeld                                                                                                 |                                                         | Móricföld                  | Krassó-Szörény   |
| Motsch |                                                         | Mócs                       | Kolozs           |
| Mönchsdorf                                                                                                 |                                                         | Barátos                    | Kovászna         |
| Mönchsdorf, Münzdorf [in Nösnerland, Nösnergau]                                                            | Minziref, Minzdref                                      | Harina                     | Beszterce-Naszód |
| Muckendorf, Munkesdorf, Mückendorf, Mäckendorf                                                             | Makenderf, Maeakndref                                   | Nagymoha                   | Brassó           |
| Muschendorf, Meschen                                                                                       |                                                         | Székelymuzsna              | Hargita          |
| Mussendorf, Meschen                                                                                        |                                                         | Muzsnaháza                 | Fehér            |
| Mühlbach, Mühlenbach                                                                                       | Melnbach                                                | Szászsebes                 | Fehér            |
| Mühldorf                                                                                                   |                                                         | Malomvíz                   | Hunyad           |
| Mühleck |                                                         | Tasnádmalomszeg            | Szatmár          |
| Mühlenbach                                                                                                 |                                                         | Malajesd                   | Hunyad           |
| Mühlendorf                                                                                                 |                                                         | Malomfalva                 | Maros            |
| Mühlendorf                                                                                                 |                                                         | Malomszeg                  | Kolozs           |
| Nadasch |                                                         | Néranádas                  | Krassó-Szörény   |
| Nadesch, Nadosch                                                                                           | Nadesch                                                 | Szásznádas                 | Maros            |
| Nadlak |                                                         | Nagylak                    | Arad             |
| Nageldorf                                                                                                  |                                                         | Nagyszeg                   | Szilágy          |
| Nanten, Nanta, Nantü                                                                                       |                                                         | Nántű                      | Szatmár          |
| Neidhausen, Neithausen, Neuthausen, Agnetenhausen, Neidhaus [in Weinland, Königsboden]                     | Netschessen, Njetesen, Net'ezn                          | Netus                      | Szeben           |
| Neppendorf, Steppendorf, Nebendorf                                                                         | Neppenderf, Nâpndref, Naepmdref                         | Kistorony                  | Szeben           |
| Nerau, Nero                                                                                                |                                                         | Nyerő                      | Temes            |
| Netz | Naz                                                     | Nec                        | Beszterce-Naszód |
| Neu St. Ana [in Arader Land]                                                                               |                                                         | Újszentanna                | Arad             |
| Neu-Beschenowa                                                                                             |                                                         | Újbesenyő                  | Temes            |
| Neu-Bodrog                                                                                                 |                                                         | Újbodrog                   | Arad             |
| Neuburg, Neuburg an der Bega                                                                               |                                                         | Újvár                      | Temes            |
| Neudorf |                                                         | Szászújfalu                | Fehér            |
| Neudorf |                                                         | Székásszabadja             | Fehér            |
| Neudorf |                                                         | Borsaújfalu                | Kolozs           |
| Neudorf |                                                         | Csabaújfalu                | Kolozs           |
| Neudorf |                                                         | Kalotaújfalu               | Kolozs           |
| Neudorf |                                                         | Komlósújfalu               | Szilágy          |
| Neudorf |                                                         | Mezőújfalu                 | Maros            |
| Neudorf |                                                         | Szilágyújlak               | Máramaros        |
| Neudorf |                                                         | Temesújfalu                | Arad             |
| Neudorf | Naendref                                                | Teremiújfalu               | Maros            |
| Neudorf |                                                         | Újnémet                    | Szatmár          |
| Neudorf [in Altland, Königsboden]                                                                          | Noenderf                                                | Szászújfalu                | Szeben           |
| Neudorf, Mikó-Neudorf                                                                                      |                                                         | Mikóújfalu                 | Kovászna         |
| Neudorf, Nieder-Neudorf                                                                                    | Nedderšt-Naindref                                       | Kékesújfalu                | Beszterce-Naszód |
| Neudorf-Burzenland, Neudorf                                                                                |                                                         | Barcaújfalu                | Brassó           |
| Neuflaigen, Neureckel, Sedresch, Neuzekel                                                                  | Zedriasch                                               | Szederjes                  | Maros            |
| Neuhof |                                                         | Rigósfürdő                 | Temes            |
| Neumarkt, Neumarkt am Mieresch, Marktstadt                                                                 | Nai Mark, Nai Muark                                     | Marosvásárhely             | Maros            |
| Neu-Moldowa, Bergwerk-Neumoldowa                                                                           |                                                         | Újmoldova                  | Krassó-Szörény   |
| Neu-Moschnitz                                                                                              |                                                         | Újmosnica                  | Temes            |
| Neuösch, Eisch, Erbdorf                                                                                    | Eisch, Aisch                                            | Újős                       | Beszterce-Naszód |
| Neupalota                                                                                                  |                                                         | Újpalota                   | Bihar            |
| Neupanat                                                                                                   |                                                         | Újpanád                    | Arad             |
| Neu-Rodna, Neurodenau                                                                                      | Schônz                                                  | Újradna                    | Beszterce-Naszód |
| Neu-Ruschowa                                                                                               |                                                         | Újruszolc                  | Krassó-Szörény   |
| Neusatz |                                                         | Aranyoslonka               | Fehér            |
| Neusatz |                                                         | Aranyosgerend              | Kolozs           |
| Neu-Schebeschel, Eisenhammer                                                                               |                                                         | Újsebeshely                | Hunyad           |
| Neu-Schinka, Neu-Schenk                                                                                    | Schinka                                                 | Újsinka                    | Brassó           |
| Neuschloss, Armenierstadt, Armenerstadt                                                                    |                                                         | Szamosújvár                | Kolozs           |
| Neu-Sentesch                                                                                               |                                                         | Újszentes                  | Temes            |
| Neu-St.-Peter                                                                                              |                                                         | Nagyszentpéter             | Temes            |
| Neustadt                                                                                                   | Naerscht                                                | Újváros                    | Szeben           |
| Neustadt-Burzenland, Neustadt                                                                              | Noscht, Nâeršt                                          | Keresztényfalva            | Brassó           |
| Neu-Tohan, Törtsdorf, Neu-Tauchen, Zeresten                                                                |                                                         | Újtohán                    | Brassó           |
| Neuwasser in Siebenbürgen                                                                                  |                                                         | Mezőviszolya               | Beszterce-Naszód |
| Neu-Winga, Winga an der Marosch                                                                            |                                                         | Újvinga                    | Arad             |
| Neu-Zimand                                                                                                 |                                                         | Zimándújfalu               | Arad             |
| Nichelsdorf                                                                                                |                                                         | Füzesmikola                | Kolozs           |
| Nickelsburg                                                                                                |                                                         | Miklósvár                  | Kovászna         |
| Nickelsdorf                                                                                                |                                                         | Miklóslaka                 | Fehér            |
| Nickelsdorf, Mikelsdorf                                                                                    |                                                         | Szamosszentmiklós          | Kolozs           |
| Nieder-Eidisch, Unter-Eidisch [in Reener Ländchen]                                                         | Aidesch, Nidder-Aidesch                                 | Alsóidecs                  | Maros            |
| Niemesch, Nimesch, Nimisch, Nimschdorf [in Weinland, Königsboden]                                          | Nimesch, Nimeš                                          | Nemes                      | Szeben           |
| Nieresch, Birkendörfel                                                                                     | Niresch                                                 | Szásznyíres                | Kolozs           |
| Nikelsdorf                                                                                                 |                                                         | Aranyosszentmiklós         | Beszterce-Naszód |
| Niklasmarkt, Nickelsmarkt                                                                                  |                                                         | Gyergyószentmiklós         | Hargita          |
| Nindor in Siebebürgen                                                                                      | Nindref                                                 | Magyarnemegye              | Beszterce-Naszód |
| Nindorf in Siebenbürgen                                                                                    | Nindref                                                 | Oláhnemegye                | Beszterce-Naszód |
| Nitzkydorf, Nitykidorf, Niczkydorf                                                                         |                                                         | Niczkyfalva                | Temes            |
| Nussbach                                                                                                   |                                                         | Mogyorós                   | Szatmár          |
| Nussbach [in Burzenland]                                                                                   | Nâeršt, Nassbich, Nassbiχ                               | Szászmagyarós              | Brassó           |
| Nussdorf                                                                                                   |                                                         | Diómál                     | Fehér            |
| Nussdorf                                                                                                   |                                                         | Álun                       | Hunyad           |
| Nussdorf                                                                                                   |                                                         | Diósad                     | Szilágy          |
| Nussdorf                                                                                                   |                                                         | Magyarosd                  | Hunyad           |
| Nussdorf, Nussbach                                                                                         |                                                         | Dióspatak                  | Szilágy          |
| Nussdorf, Nussendorf, Nassendorf                                                                           | Nassndref, Nassendraf, Nosndref, Nâssendorf, Nâessndorf | Naszód                     | Beszterce-Naszód |
| Nussfeld                                                                                                   |                                                         | Diós                       | Kolozs           |
| Nußschloss                                                                                                 |                                                         | Diód                       | Fehér            |
| Nusswald                                                                                                   |                                                         | Nuksora                    | Hunyad           |
| Nyaradfluss                                                                                                |                                                         | Nyárádtő                   | Maros            |
| Ober Boldad                                                                                                |                                                         | Felsőboldád                | Szatmár          |
| Ober-Arpasch, Ober-Birndorf                                                                                |                                                         | Felsőárpás                 | Szeben           |
| Ober-Bandorf                                                                                               |                                                         | Felsőbán                   | Szilágy          |
| Ober-Blasendorf [in Nösnerland, Nösnergau]                                                                 | Ewerst-Bluesendref                                      | Felsőbalázsfalva           | Beszterce-Naszód |
| Ober-Borgo, Oberburgau [Borgo-Gemeinden]                                                                   |                                                         | Felsőborgó                 | Beszterce-Naszód |
| Ober-Bornbach, Oberforrembach, Oberporumbach, Holztaube, Warmbach                                          | Pormbich                                                | Felsőporumbák              | Szeben           |
| Ober-Brodsdorf                                                                                             | Britsderf                                               | Felkenyér                  | Fehér            |
| Oberdorf                                                                                                   |                                                         | Felgyógy                   | Hunyad           |
| Oberdorf, Neuburg                                                                                          |                                                         | Felsőmarosújvár            | Fehér            |
| Ober-Dorfsbach                                                                                             |                                                         | Felsőszálláspatak          | Hunyad           |
| Ober-Eidisch [in Reener Ländchen]                                                                          | Eberscht-Aidesch                                        | Felsőidecs                 | Maros            |
| Oberfigid                                                                                                  |                                                         | Felfüged                   | Fehér            |
| Obergesäss                                                                                                 | Klegesesz                                               | Felsőgezés                 | Szeben           |
| Ober-Gorbau                                                                                                |                                                         | Désorbó                    | Kolozs           |
| Ober-Hahnenberg                                                                                            |                                                         | Felsőgáld                  | Fehér            |
| Oberkiher, Ober-Küher                                                                                      |                                                         | Felsőköhér                 | Maros            |
| Ober-Krebsdorf                                                                                             | Riukesch                                                | Felsőrákos                 | Kovászna         |
| Ober-Kürbisdorf                                                                                            |                                                         | Felsőtők                   | Kolozs           |
| Ober-Lappendorf                                                                                            |                                                         | Felsőlapugy                | Hunyad           |
| Ober-Mariendorf                                                                                            |                                                         | Felsőboldogfalva           | Hargita          |
| Ober-Mokra                                                                                                 |                                                         | Apatelek                   | Arad             |
| Obermösch                                                                                                  |                                                         | Felsőmoécs                 | Brassó           |
| Oberneudorf, Nösner-Neudorf, Neudorf [Nösnerland, Nösnergau]                                               | Naindref, Neindref                                      | Felsőszászújfalu           | Beszterce-Naszód |
| Ober-Ochsendorf                                                                                            |                                                         | Felsőboj                   | Hunyad           |
| Ober-Pressendorf                                                                                           |                                                         | Ompolygyepű                | Fehér            |
| Oberrohrbach                                                                                               |                                                         | Felsőgyékényes             | Kolozs           |
| Ober-Rohrbach                                                                                              |                                                         | Felsőnádasd                | Hunyad           |
| Oberrübendorf                                                                                              | Raipendref                                              | Felsőrépa                  | Maros            |
| Oberschebesch [in Nösnerland, Nösnergau]                                                                   | Ewerst-Sches                                            | Sajófelsősebes             | Beszterce-Naszód |
| Ober-Schewesch, Ober-Schewisch [in Altland, Königsboden]                                                   | Schäis                                                  | Oltfelsősebes              | Szeben           |
| Ober-Sundorf                                                                                               |                                                         | Felsőszolcsva              | Fehér            |
| Obertelek                                                                                                  |                                                         | Felsőtelek                 | Hunyad           |
| Obertömösch                                                                                                |                                                         | Felsőtömös                 | Brassó           |
| Ober-Utscha, Ober-Spreudorf                                                                                | Gassend                                                 | Felsőucsa                  | Brassó           |
| Ober-Wenitze, Ober-Venedig                                                                                 |                                                         | Felsővenice                | Brassó           |
| Oberwinz, Ober-Weinsdorf, Winzendorf                                                                       |                                                         | Felvinc                    | Fehér            |
| Oberwischau                                                                                                |                                                         | Felsővisó                  | Máramaros        |
| Ober-Wischt, Ober-Wittendorf                                                                               |                                                         | Felsővist                  | Brassó           |
| Ober-Wolfsdorf                                                                                             |                                                         | Felsőfarkadin              | Hunyad           |
| Obrescha                                                                                                   |                                                         | Bisztranyires              | Krassó-Szörény   |
| Obstdorf                                                                                                   |                                                         | Keresztényalmás            | Hunyad           |
| Obstwald, Pojen, Bleschenbach                                                                              |                                                         | Almásmező                  | Brassó           |
| Ochsendorf                                                                                                 |                                                         | Bojabirz                   | Hunyad           |
| Ochsendorf, Boitza [in Altland, Königsboden]                                                               | Issen                                                   | Bojca                      | Szeben           |
| Odendorf, Bendorf, Brenndorf, Briegendorf                                                                  | Uendref                                                 | Abafája                    | Maros            |
| Odorhallen, Hofmarkt, Odorhällen, Oderhell, Oderhen                                                        | Odjerhalen, Odjerhällen                                 | Székelyudvarhely           | Hargita          |
| Odwosch |                                                         | Odvas                      | Arad             |
| Offenburg, Umberg, Onimberg, Schwendburg, Schwend, Schlossburg                                             | Offera                                                  | Aranyosbánya               | Fehér            |
| Oituz-Paß, Ojtoser Contumaz, Beretzker oder Velence-Paß                                                    |                                                         | Ojtoz                      | Kovászna         |
| Orbau, Oberurbau                                                                                           |                                                         | Felsőorbó                  | Fehér            |
| Orbau, Urban                                                                                               |                                                         | Marosorbó                  | Maros            |
| Orzydorf, Orzidorf, Orczydorf                                                                              |                                                         | Orczyfalva                 | Temes            |
| Ostern |                                                         | Kiskomlós                  | Temes            |
| Ottlaka |                                                         | Ottlaka                    | Arad             |
| Ötwösch |                                                         | Ötvösd                     | Temes            |
| Panagen, Panaga, Penagen                                                                                   | Panedn                                                  | Pánád                      | Fehér            |
| Panjowa |                                                         | Panyó                      | Temes            |
| Pankota |                                                         | Pankota                    | Arad             |
| Paratz |                                                         | Parác                      | Temes            |
| Passbusch, Passbesch [in Nösnerland, Nösnergau]                                                            | Puespesch                                               | Paszmos                    | Beszterce-Naszód |
| Patasch |                                                         | Nérapatas                  | Krassó-Szörény   |
| Patsch | Petsch                                                  | Petek                      | Hargita          |
| Patzen |                                                         | Paucsinesd                 | Hunyad           |
| Paulsdorf                                                                                                  |                                                         | Magyarszentpál             | Kolozs           |
| Paulsdorf, Palesdorf                                                                                       |                                                         | Kerelőszentpál             | Maros            |
| Perjamosch                                                                                                 |                                                         | Perjámos                   | Temes            |
| Perkaß [in Unterwaldes]                                                                                    |                                                         | Perkász                    | Hunyad           |
| Perkossowa                                                                                                 |                                                         | Berkeszfalu                | Temes            |
| Pernseifen                                                                                                 |                                                         | Boica                      | Hunyad           |
| Perschan                                                                                                   |                                                         | Persány                    | Brassó           |
| Pesak |                                                         | Pészak                     | Temes            |
| Petermann                                                                                                  |                                                         | Petromány                  | Temes            |
| Peters |                                                         | Ompolykövesd               | Fehér            |
| Peters |                                                         | Petrosz                    | Hunyad           |
| Petersberg, Petersdorf, Petersburg [in Burzenland]                                                         | Pittersbarch, Pitersbarχ                                | Barcaszentpéter            | Brassó           |
| Petersdorf                                                                                                 | Piterschterf, Pitterštref, Pitešdref                    | Péterfalva                 | Fehér            |
| Petersdorf                                                                                                 |                                                         | Petresd                    | Hunyad           |
| Petersdorf                                                                                                 |                                                         | Székelypetőfalva           | Kovászna         |
| Petersdorf [in Unterwaldes, Königsboden]                                                                   | Pittersdref                                             | Uzdiszentpéter             | Maros            |
| Petersdorf, Petisdorf                                                                                      | Piterschterf                                            | Kispéterfalva              | Szeben           |
| Petersdorf-Bistritz [in Nösnerland, Nösnergau]                                                             | Peterschdref, Pâteršdraf                                | Petres                     | Beszterce-Naszód |
| Petershausen, Petersdorf                                                                                   | Pitterschdref                                           | Magyarpéterlaka            | Maros            |
| Petersheim                                                                                                 | Pitterschdref                                           | Oláhpéterlaka              | Maros            |
| Petrifeld, Petri [in Schwobaländle]                                                                        |                                                         | Mezőpetri                  | Szatmár          |
| Petroscheni, Petroschen                                                                                    |                                                         | Petrozsény                 | Hunyad           |
| Pfaffendorf                                                                                                |                                                         | Nádaspapfalva              | Kolozs           |
| Pfaffenhaus                                                                                                |                                                         | Füzespaptelek              | Szilágy          |
| Pfarrenhaus                                                                                                |                                                         | Paptelke                   | Szilágy          |
| Pflaumendorf, Zwetschgart                                                                                  |                                                         | Alsószilvás                | Hunyad           |
| Pintak, Pintacken [in Nösnerland, Nösnergau]                                                               | Päntek                                                  | Pinták                     | Beszterce-Naszód |
| Pintak, Pintak/Tekendorf, Pintak am Graben [in Nösnerland, Nösnergau]                                      | Päntek                                                  | Szászpéntek                | Beszterce-Naszód |
| Pohlendorf                                                                                                 |                                                         | Rákosfalva                 | Máramaros        |
| Pohlendorf, Wiese, Pojan                                                                                   |                                                         | Pojána                     | Hunyad           |
| Pojana, Pojan, Flussau                                                                                     |                                                         | Polyán                     | Szeben           |
| Pokendorf, Pockendorf                                                                                      |                                                         | Póka                       | Maros            |
| Polendorf, Pohlendorf                                                                                      |                                                         | Halmágymező                | Arad             |
| Poley |                                                         | Csombord                   | Fehér            |
| Popendorf                                                                                                  |                                                         | Popesd                     | Hunyad           |
| Poppeln |                                                         | Gyümölcsénes               | Szilágy          |
| Poppeln |                                                         | Nyárfás                    | Máramaros        |
| Portzen |                                                         | Porc                       | Szilágy          |
| Poschendorf, Potschendorf, Puschendorf                                                                     | Puschenderf                                             | Küküllőpócsfalva           | Maros            |
| Pränzdorf, Brenndorf, Oberdorf, Oberdorf                                                                   | Pränsdref                                               | Marosfelfalu               | Maros            |
| Predal | Predal                                                  | Predeál                    | Brassó           |
| Prenzendorf, Brenzendorf, Brenzen                                                                          | Bräzendref                                              | Hosszúpatak                | Fehér            |
| Pressdorf                                                                                                  |                                                         | Szilágydomoszló            | Szilágy          |
| Pretai, Bretai, Breitau, Pretau                                                                            | Pretai, Preta, Pretâ                                    | Baráthely                  | Szeben           |
| Probstdorf [in Altland]                                                                                    | Priusterf, Pristref                                     | Prépostfalva               | Szeben           |
| Pruden, Proden [in Weinland, Königsboden]                                                                  | Prudn                                                   | Prod                       | Szeben           |
| Purchuressen, Pürkeressen                                                                                  |                                                         | Pürkerec                   | Brassó           |
| Purkeretz                                                                                                  |                                                         | Sebespurkerec              | Fehér            |
| Puschendorf                                                                                                |                                                         | Alsópodsága                | Fehér            |
| Puschendorf                                                                                                |                                                         | Felsőpodsága               | Fehér            |
| Puschendorf                                                                                                | Puschendref                                             | Pócstelke                  | Szeben           |
| Pustinisch                                                                                                 |                                                         | Öregfalu                   | Temes            |
| Raden |                                                         | Rea                        | Hunyad           |
| Radlen, Radeln, Radenthal [in Weinland, Königsboden]                                                       | Raddeln, Radln, Rarlen                                  | Rádos                      | Brassó           |
| Radnuten, Radnot, Radnau                                                                                   | Radnuden                                                | Radnót                     | Maros            |
| Ragelsdorf, Radelsdorf [in Nösnerland, Nösnergau]                                                          | Ruerldref                                               | Rágla                      | Beszterce-Naszód |
| Raissendorf, Serbendorf                                                                                    |                                                         | Szerb                      | Arad             |
| Raitzen |                                                         | Szirb                      | Hunyad           |
| Raizendorf                                                                                                 |                                                         | Kolozstótfalu              | Kolozs           |
| Rakovitza                                                                                                  | Rakevets                                                | Rákovica                   | Szeben           |
| Rapsdorf, Rabendorf                                                                                        |                                                         | Zdrápc                     | Hunyad           |
| Räthsel |                                                         | Havasrekettye              | Kolozs           |
| Rätsch, Retsch [in Unterwaldes, Königsboden]                                                               | Rätsch                                                  | Szebenrécse                | Fehér            |
| Ratsch, Unter-Krebsdorf                                                                                    | Ruekesch                                                | Alsórákos                  | Brassó           |
| Ratzdorf                                                                                                   |                                                         | Nagytóti                   | Hunyad           |
| Ratzenhaus                                                                                                 |                                                         | Tótfalud                   | Fehér            |
| Rautendorf, Aurelheim                                                                                      |                                                         | Aurélháza                  | Temes            |
| Rauthal, Rennenthal, Rennthal, Rondeln                                                                     | Raenduel, Randuel                                       | Rudály                     | Szeben           |
| Reckenbeck, Reckentek, Reckendorf, Retteneck                                                               | Râkntâk                                                 | Retteg                     | Beszterce-Naszód |
| Reichdorf                                                                                                  |                                                         | Alsóbogáta                 | Kolozs           |
| Reichdörfel                                                                                                |                                                         | Kornislaka                 | Szilágy          |
| Reichenau, Reinhau [in Unterwaldes, Königsboden]                                                           | Rechen, Recha                                           | Rehó                       | Fehér            |
| Reichesdorf                                                                                                |                                                         | Kincsesfő                  | Maros            |
| Reichesdorf, Reichersdorf [in Weinland, Königsboden]                                                       | Rechesdref, Reχestref                                   | Riomfalva                  | Szeben           |
| Reichhof, Bogaden                                                                                          |                                                         | Oláhbogát                  | Szeben           |
| Reissdörfel                                                                                                |                                                         | Riskulica                  | Hunyad           |
| Reissen, Ruißen, Ruschor, Uferbach                                                                         |                                                         | Reusor                     | Brassó           |
| Reitholz, Binndorf                                                                                         |                                                         | Nagyrajtolc                | Szilágy          |
| Reitzdorf, Reißdorf, Huress                                                                                |                                                         | Huréz                      | Brassó           |
| Reizenhof                                                                                                  |                                                         | Tóttelke                   | Szilágy          |
| Rekasch |                                                         | Temesrékas                 | Temes            |
| Reps, Rupes, Kuhalme [in Altland, Königsboden]                                                             | Räppes                                                  | Kőhalom                    | Brassó           |
| Repsdorf, Repsendorf, Rupsdorf                                                                             |                                                         | Bábahalma                  | Maros            |
| Repsen |                                                         | Martfalva                  | Arad             |
| Reschitz, Deutsch-Reschitza, Reschitza [in Banater Bergland]                                               |                                                         | Resicabánya                | Krassó-Szörény   |
| Reussdorf, Reisdorf, Kunden                                                                                | Reisdref                                                | Kund                       | Maros            |
| Reussdörfchen, Reussdörfchel, Reisdorf, Reußdörflein [in Altland, Königsboden]                             | Reissdirfchen, Reisdierfkn, Reesdirfkn                  | Oroszcsűr                  | Szeben           |
| Reussen, Borgo-Ruß [Borgo-Gemeinden]                                                                       | Reissn                                                  | Oroszborgó                 | Beszterce-Naszód |
| Reussen, Eidisch, Walachisch-Eidisch                                                                       | Reisen                                                  | Oroszidecs                 | Maros            |
| Reussen, Reussen am Schogen, Sered                                                                         | Reissen                                                 | Szeretfalva                | Beszterce-Naszód |
| Reussen, Reyssen                                                                                           | Reissen, Reesn                                          | Rüsz                       | Szeben           |
| Reußenau                                                                                                   |                                                         | Havasmező                  | Máramaros        |
| Reussmarkt, Reußmarkt, Reissmarkt, Unterwald [in Unterwaldes, Königsboden]                                 | Reismuert                                               | Szerdahely                 | Szeben           |
| Reusswald, Russenwald                                                                                      | Reisswalt                                               | Oroszfája                  | Beszterce-Naszód |
| Rissdorf, Reissdorf                                                                                        |                                                         | Riska                      | Hunyad           |
| Rittberg                                                                                                   |                                                         | Végvár                     | Temes            |
| Roden, Roth, Rode                                                                                          |                                                         | Zágor                      | Maros            |
| Rodt, Rode, Roth, Rod [in Unterwaldes, Königsboden]                                                        |                                                         | Ród                        | Szeben           |
| Rohnen |                                                         | Szilágyróna                | Szilágy          |
| Rohrau |                                                         | Rohrau                     | Brassó           |
| Rohrau |                                                         | Méheskert                  | Brassó           |
| Rohrau |                                                         | Róra                       | Maros            |
| Rohrbach                                                                                                   |                                                         | Tresztia                   | Hunyad           |
| Rohrbach [in Altland]                                                                                      | Rirbich, Rîrbiχ                                         | Nádpatak                   | Brassó           |
| Rohrdachen, Arn                                                                                            | Arn                                                     | Nagyernye                  | Maros            |
| Rohrfeld                                                                                                   |                                                         | Nádasdia                   | Fehér            |
| Rohrfeld                                                                                                   |                                                         | Magyarnádas                | Kolozs           |
| Rosch, Rovasch, Rowas, Rawasd                                                                              | Ruesch, Rueš, Rosch                                     | Rovás                      | Szeben           |
| Roseln, Rosslen, Rosenthal [in Altland]                                                                    | Riseln, Rîzeln, Rizln                                   | Rozsonda                   | Szeben           |
| Rosenau [in Burzenland]                                                                                    | Risenau, Rusnâ, Rîznâ, Rűznâ                            | Barcarozsnyó               | Brassó           |
| Rothbach, Rothpach [in Burzenland]                                                                         | Rudjebich, Roiderbrich, Rűdebiχ                         | Szászveresmart             | Brassó           |
| Rothberg                                                                                                   |                                                         | Marosveresmart             | Fehér            |
| Rothberg                                                                                                   |                                                         | Rőd                        | Kolozs           |
| Rothberg [in Altland, Köigsboden]                                                                          | Ritbärch, Rîtberχ, Ridebarχ                             | Veresmart                  | Szeben           |
| Rothkirchen, Rothkirch                                                                                     | Ritkirch                                                | Székásveresegyháza         | Fehér            |
| Rothkirchen, Rothkirch                                                                                     | Rûtkirich                                               | Mezőveresegyháza           | Beszterce-Naszód |
| Ruckersdorf, Ruckendorf, Rukur                                                                             | Reckeschterf                                            | Rukkor                     | Brassó           |
| Rugendorf                                                                                                  |                                                         | Rugonfalva                 | Hargita          |
| Rumänisch-Baierdorf [in Nösnerland, Nösnergau]                                                             | Blesch-Boaidref                                         | Oláhnémeti                 | Beszterce-Naszód |
| Rumänisch-Budak, Klein-Budak, Budesdorf [Nösnerland, Nösnergau]                                            | Blesch-Budak, Bläsch Budak                              | Felsőbudak                 | Beszterce-Naszód |
| Rumänisch-Ketscha                                                                                          |                                                         | Nagykőcse                  | Temes            |
| Rumänisch-Sankt-Görgen, Sankt Georgen, Georgenau[in Rodnaer Kreis]                                         | Gergn, Sänt-Jorich, Sänt-Gergn, Gergnâ                  | Oláhszentgyörgy            | Beszterce-Naszód |
| Rumänisch-Stamora                                                                                          |                                                         | Felsősztamora              | Temes            |
| Rumessdorf, Rumes, Romos, Rams [in Unterwaldes]                                                            | Rumes                                                   | Romosz                     | Hunyad           |
| Rusch |                                                         | Russ                       | Hunyad           |
| Ruschberg, Russberg, Ruskberg [in Banater Bergland]                                                        |                                                         | Ruszkabánya                | Krassó-Szörény   |
| Russ, Reussen                                                                                              | Reissn                                                  | Marosoroszfalu             | Maros            |
| Russberg                                                                                                   |                                                         | Ruszka                     | Krassó-Szörény   |
| Russendorf                                                                                                 |                                                         | Marosoroszi                | Maros            |
| Russendorf, Russenhof                                                                                      |                                                         | Muska                      | Fehér            |
| Rübendorf                                                                                                  |                                                         | Náprád                     | Szilágy          |
| Rübendorf                                                                                                  |                                                         | Répás                      | Hunyad           |
| Rückendorf                                                                                                 |                                                         | Runksor                    | Hunyad           |
| Sachsenbach                                                                                                |                                                         | Szászpatak                 | Fehér            |
| Sachsenhausen                                                                                              | Sessenheousen, Zessnhauzn                               | Szászház                   | Szeben           |
| Sachsenhausen                                                                                              |                                                         | Kézdiszászfalu             | Kovászna         |
| Sächsisch-Eibesdorf, Eibesdorf, Abesdorf [in Weinland, Königsboden]                                        | Eibesterf                                               | Szászivánfalva             | Szeben           |
| Sächsisch-Fenisch, Fenesch, Fenisch, Deutsch-Branndorf                                                     |                                                         | Szászfenes                 | Kolozs           |
| Sächsisch-Lasseln, Klein-Lasseln, Klein Lasslen, Lasslen                                                   | Klîlasseln                                              | Kisszentlászló             | Maros            |
| Sächsisch-Neudorf, Deutsch-Neudorf, Neudorf                                                                | Naendref                                                | Apaújfalu                  | Szeben           |
| Sächsisch-Regen, Deutsch-Regen, Reen, Räen, Rennmarkt, Reensmarkt [in Reener Ländchen]                     | Ree, Rę, Rî, Rîn                                        | Szászrégen                 | Maros            |
| Sächsisch-Sankt-Georgen, Sankt-Görgen, Sankt-Georgen                                                       | Säntgerjn                                               | Szászszentgyörgy           | Beszterce-Naszód |
| Sackelhaus, Sackelhausen                                                                                   |                                                         | Szakálháza                 | Temes            |
| Sakadat, Sakadaten, Sekedaten[in Altland, Königsboden]                                                     | Zakedot                                                 | Oltszakadát                | Szeben           |
| Sakas, Sagas                                                                                               |                                                         | Szakasz                    | Szatmár          |
| Sakul |                                                         | Szákul                     | Krassó-Szörény   |
| Salva [in Rodnaer Kreis]                                                                                   | Zualwe                                                  | Szálva                     | Beszterce-Naszód |
| Salvey |                                                         | Oláhsályi                  | Maros            |
| Salz[in Nösnerland, Nösnergau]                                                                             | Salz                                                    | Sófalva                    | Beszterce-Naszód |
| Salzau, Salzhau, Salzbrunnen                                                                               | Schabenitze                                             | Görgénysóakna              | Maros            |
| Salzbach                                                                                                   |                                                         | Sóspatak                   | Fehér            |
| Salzbach                                                                                                   |                                                         | Székelysóspatak            | Maros            |
| Salzberg                                                                                                   |                                                         | Parajd                     | Hargita          |
| Salzburg                                                                                                   | Salzbrich, Zâltsbriχ                                    | Vízakna                    | Szeben           |
| Salzdorf                                                                                                   |                                                         | Szarata                    | Szeben           |
| Salzdorf, Salzgruben                                                                                       | Okne                                                    | Désakna                    | Kolozs           |
| Salzgruben, Grubendorf                                                                                     | Okne                                                    | Mezőakna                   | Beszterce-Naszód |
| Sameschdorf                                                                                                |                                                         | Zám                        | Hunyad           |
| Sankt Georgen, Sankt Jorgen, Gergesmarkt                                                                   | Gergen                                                  | Sepsiszentgyörgy           | Kovászna         |
| Sankt Gotthard                                                                                             |                                                         | Gothátya                   | Hunyad           |
| Sankt Gotthard                                                                                             |                                                         | Vasasszentgothárd          | Kolozs           |
| Sankt Görgen, Gergeschdorf                                                                                 |                                                         | Uzdiszentgyörgy            | Maros            |
| Sankt Lörinz                                                                                               |                                                         | Kisszentlőrinc             | Maros            |
| Sankt Marten, Martinsdorf                                                                                  |                                                         | Sósszentmárton             | Kolozs           |
| Sankt Michael                                                                                              |                                                         | Nádasszentmihály           | Kolozs           |
| Sanktandreas                                                                                               |                                                         | Szentandrás                | Temes            |
| Sankt-Andreas                                                                                              | Tandersch                                               | Mezőszentandrás            | Maros            |
| Sanktgeorgkloster                                                                                          |                                                         | Monostorszentgyörgy        | Temes            |
| Sankt-Marten                                                                                               |                                                         | Homoródszentmárton         | Hargita          |
| Sankt-Martin, Martinskirch, Marteskirch, Märteskirch                                                       | Mierteskirch                                            | Dicsőszentmárton           | Maros            |
| Sanlean |                                                         | Szentleányfalva            | Arad             |
| Santen |                                                         | Tasnádszántó               | Szatmár          |
| Sarafol |                                                         | Sárafalva                  | Temes            |
| Sarand |                                                         | Zaránd                     | Arad             |
| Sartesch, Sartosch                                                                                         |                                                         | Szártos                    | Fehér            |
| Sathmar |                                                         | Szatmárnémeti              | Szatmár          |
| Satschallen                                                                                                |                                                         | Szacsal                    | Hunyad           |
| Sauerbrunn                                                                                                 |                                                         | Borpatak                   | Beszterce-Naszód |
| Schaal, Schael, Schalendorf, Shaalendorf [in Weinland, Königsboden]                                        | Schuel, Šuel                                            | Sálya                      | Szeben           |
| Schaas, Schees [in Weinland, Königsboden]                                                                  | Schâs, Šâs                                              | Segesd                     | Maros            |
| Schäferdorf                                                                                                |                                                         | Bácsi                      | Hunyad           |
| Schag |                                                         | Temesság                   | Temes            |
| Schaldorf, Schalendorf                                                                                     |                                                         | Sálfalva                   | Szeben           |
| Schalko, Schalkenberg                                                                                      |                                                         | Salkó                      | Szeben           |
| Schalmen, Salmen                                                                                           | Schālmen                                                | Küküllősolymos             | Maros            |
| Schamagosch [in Schwobaländle]                                                                             |                                                         | Csomaköz                   | Szatmár          |
| Schanzendorf                                                                                               |                                                         | Prevaleny                  | Hunyad           |
| Schard | Schord                                                  | Küküllősárd                | Maros            |
| Schardörfel, Schardörfl, Schwarzwasser                                                                     |                                                         | Mág                        | Szeben           |
| Scharesch, Scharosch [in Altland]                                                                          | Schuarsch, Schursch, Šuerš                              | Sáros                      | Brassó           |
| Scharnberg, Scharberg, Scherberg                                                                           | Schallenbrich                                           | Sáromberke                 | Maros            |
| Scharosch, Gross-Scharss, Scharesch [in Weinland, Königsboden]                                             | Schmersch, Šuerš                                        | Szászsáros                 | Szeben           |
| Scharpendorf, Kothbach, Schellenberg                                                                       |                                                         | Marossárpatak              | Maros            |
| Scharpendorf, Schorpendorf, Kothdorf, Kothbach                                                             | Schorpenderf                                            | Sárpatak                   | Maros            |
| Schart | Schuaret                                                | Sajósárvár                 | Beszterce-Naszód |
| Schässburg [in Weinland, Königsboden]                                                                      | Schäsbrich, Šesburχ                                     | Segesvár                   | Maros            |
| Schatzberg, Reichesdorf                                                                                    |                                                         | Kincses                    | Maros            |
| Schaufeldorf                                                                                               |                                                         | Magyarlapád                | Fehér            |
| Schaumdorf                                                                                                 |                                                         | Hávord                     | Máramaros        |
| Schebel |                                                         | Széphely                   | Temes            |
| Scheindorf                                                                                                 |                                                         | Szinfalu                   | Szatmár          |
| Schelken, Schelk [in Nösnerland, Nösnergau]                                                                | Sälk, Schalk                                            | Zselyk                     | Beszterce-Naszód |
| Schellenberg [in Altland, Königsboden]                                                                     | Schällembrich, Šelembriχ, Šallembriχ, Soelembriχ        | Sellenberk                 | Szeben           |
| Schenkendorf                                                                                               |                                                         | Maroscsüged                | Fehér            |
| Schergid                                                                                                   |                                                         | Nagycserged                | Maros            |
| Scherl |                                                         | Serél                      | Hunyad           |
| Scherling, Schierling                                                                                      | Schiärlänk                                              | Serling                    | Beszterce-Naszód |
| Schiffenschütz                                                                                             |                                                         | Nalácvád                   | Hunyad           |
| Schimonidorf, Schimonydorf [in Arader Land]                                                                |                                                         | Simonyifalva               | Arad             |
| Schinal, Schöntal [in Schwobaländle]                                                                       |                                                         | Csanálos                   | Szatmár          |
| Schipet |                                                         | Sebed                      | Temes            |
| Schirkanyen, Schirkengen, Scharken                                                                         | Schirkojen, Širken'en                                   | Sárkány                    | Brassó           |
| Schirnen                                                                                                   | Schirnen                                                | Sirnea                     | Brassó           |
| Schischtarowetz                                                                                            |                                                         | Sistaróc                   | Arad             |
| Schlatt, Klein-Schlatten, Schlattendorf, Goldmarkt                                                         | Schlatt                                                 | Szászzalatna               | Szeben           |
| Schlossberg, Burgberg                                                                                      |                                                         | Várhegy                    | Maros            |
| Schlosswall                                                                                                |                                                         | Bálványosváralja           | Kolozs           |
| Schmiegen                                                                                                  | Schmigen                                                | Somogyom                   | Szeben           |
| Schnackendorf                                                                                              | Schnockenderf                                           | Szunyogszék                | Brassó           |
| Schnellbach                                                                                                |                                                         | Borbátvíz                  | Hunyad           |
| Schnellersruhe                                                                                             |                                                         | Bigér                      | Krassó-Szörény   |
| Schojmosch                                                                                                 |                                                         | Solymosvár                 | Arad             |
| Scholten                                                                                                   | Šoltn                                                   | Szászcsanád                | Fehér            |
| Scholten                                                                                                   |                                                         | Csolt                      | Máramaros        |
| Scholten                                                                                                   |                                                         | Erdőcsinád                 | Maros            |
| Schomlenmarkt, Schomelmarkt, Schemlenmarkt, Schomlyo                                                       |                                                         | Szilágysomlyó              | Szilágy          |
| Schopau |                                                         | Csopea                     | Hunyad           |
| Schopot |                                                         | Ósopot                     | Krassó-Szörény   |
| Schorsten, Schoresten, Schorosten, Schorstein                                                              | Schorstn, Schoresten                                    | Sorostély                  | Szeben           |
| Schönau, Schönen                                                                                           | Schienen, Schinen                                       | Szépmező                   | Fehér            |
| Schönberg [in Altland]                                                                                     | Schinebärch, Šinebarχ                                   | Lesses                     | Szeben           |
| Schönbirk, Zippendorf, Zaipendorf, Zaben, Tschippendorf, Zepnir, Zepner, Lippendorf                        | Zaipn, Zapm                                             | Szépnyír                   | Beszterce-Naszód |
| Schöndorf                                                                                                  |                                                         | Küküllőszéplak             | Maros            |
| Schöndorf                                                                                                  |                                                         | Széplak                    | Kolozs           |
| Schöndorf, Schöndorf in Banat                                                                              |                                                         | Szépfalu                   | Arad             |
| Schönen, Schona [in Altland, Königsboden]                                                                  | Schinen, Šînen                                          | Sona                       | Brassó           |
| Schönhaus                                                                                                  |                                                         | Szamosszéplak              | Szilágy          |
| Schugag |                                                         | Sugág                      | Fehér            |
| Schwammenthal                                                                                              |                                                         | Marosgombás                | Fehér            |
| Schwarzwasser                                                                                              |                                                         | Szecsel                    | Szeben           |
| Schweinbach                                                                                                |                                                         | Lápospataka                | Máramaros        |
| Schweinsdorf, Porken, Porkendorf                                                                           |                                                         | Vöröstorony                | Szeben           |
| Schweinsdorf, Schweinwald                                                                                  |                                                         | Porkura                    | Hunyad           |
| Schweis, Sassenberg, Sessenberg                                                                            | Schiewes                                                | Szászcsór                  | Fehér            |
| Schweischer, Schweisser [in Altland, Königsboden]                                                          |                                                         | Sövénység                  | Brassó           |
| Schylwolfsbach                                                                                             |                                                         | Lupény                     | Hunyad           |
| Sechen, Secken, Sickau, Markstuhl                                                                          |                                                         | Szék                       | Kolozs           |
| Sedendorf, Seckendorf                                                                                      |                                                         | Gyökeres                   | Máramaros        |
| Seiburg, Sibricht [in Altland, Königsboden]                                                                | Soeibrig, Seibrig, Zeibriχ                              | Zsiberk                    | Brassó           |
| Seiden, Sögden                                                                                             | Sejdn                                                   | Zsidve                     | Fehér            |
| Seimersdorf, Seimesdorf, Simonsdorf [in Nösnerland, Nösnergau]                                             | Seimesdref                                              | Simontelke                 | Beszterce-Naszód |
| Sekeschut                                                                                                  |                                                         | Székesút                   | Arad             |
| Seklerburg                                                                                                 |                                                         | Csíkszentmiklós            | Hargita          |
| Sekul |                                                         | Kemenceszék                | Krassó-Szörény   |
| Seligsdorf                                                                                                 |                                                         | Almásszelistye             | Hunyad           |
| Seligsdorf                                                                                                 |                                                         | Szelistyora                | Hunyad           |
| Seligstadt, Gross-Alisch, Gross-Alesch, Olesch [in Altland]                                                | Sailijescht, Zělijeršt, Zeliješt                        | Boldogváros                | Brassó           |
| Semlak |                                                         | Szemlak                    | Arad             |
| Senndorf, Sellendorf [ in Nösnerland, Nösnergau]                                                           | Sänderf, Zändref, Zändraf                               | Kiszsolna                  | Beszterce-Naszód |
| Sensenhammer                                                                                               |                                                         | Govasdia                   | Hunyad           |
| Serben |                                                         | Cserbia                    | Hunyad           |
| Serbisch-St.-Martin                                                                                        |                                                         | Szerbszentmárton           | Temes            |
| Sereda |                                                         | Nyárádszereda              | Maros            |
| Sestern, Waldhaus                                                                                          |                                                         | Szevesztrény               | Brassó           |
| Setschan, Petersheim, Setschan                                                                             |                                                         | Temesszécsény              | Temes            |
| Siben |                                                         | Zsibó                      | Szilágy          |
| Siebendorf, Septern                                                                                        |                                                         | Septér                     | Beszterce-Naszód |
| Siegmundshausen, Sigmudshausen                                                                             |                                                         | Zsigmondháza               | Arad             |
| Silasch |                                                         | Nagyszilas                 | Temes            |
| Simkragen, Siebenkragen                                                                                    | Simkroang                                               | Somkerék                   | Beszterce-Naszód |
| Simtschal                                                                                                  | Intsch                                                  | Szancsal                   | Fehér            |
| Sinna, Schinna                                                                                             | Jina                                                    | Zsinna                     | Szeben           |
| Slatina [in Banater Bergland]                                                                              |                                                         | Temesszlatina              | Krassó-Szörény   |
| Soborschin                                                                                                 |                                                         | Soborsin                   | Arad             |
| Sodenbach, Zoodt[in Altland, Königsboden]                                                                  | Tsôt                                                    | Cód                        | Szeben           |
| Sommer, Sommerburg                                                                                         | Summer                                                  | Szászzsombor               | Beszterce-Naszód |
| Sommerburg, Sommerberg [in Altland, Königsboden]                                                           | Summerburch, Zommerburχ                                 | Székelyzsombor             | Brassó           |
| Sovata |                                                         | Szováta                    | Maros            |
| Spanndorf                                                                                                  |                                                         | Noszoly                    | Kolozs           |
| Sperberdorf                                                                                                |                                                         | Berkenyes                  | Kolozs           |
| Spieldorf                                                                                                  |                                                         | Ludisor                    | Brassó           |
| Spin, Bleschdorf                                                                                           | Bleschndref                                             | Kistövis                   | Fehér            |
| Spindeldorf                                                                                                |                                                         | Görgényorsova              | Maros            |
| St. Paul, St. Paul in Banat [in Arader Land]                                                               |                                                         | Szentpál                   | Arad             |
| Staatshengsdepot                                                                                           |                                                         | Zsukiménes                 | Kolozs           |
| Städterdorf, Städerdorf [in Altland, Königsboden]                                                          |                                                         | Resinár                    | Szeben           |
| Standorf, Kornberg                                                                                         |                                                         | Skorei                     | Szeben           |
| Stanislau [in Schwobaländle]                                                                               |                                                         | Szaniszló                  | Szatmár          |
| Stannsdorf                                                                                                 |                                                         | Sztanizsa                  | Hunyad           |
| Steierdorf, Steierdorf-Anina [in Banater Bergland]                                                         |                                                         | Stájerlakanina             | Krassó-Szörény   |
| Stein [in Altland, Königsboden]                                                                            | Ste, Stin, Štîn                                         | Garat                      | Brassó           |
| Steinacker, Nadrag, Nadrag-Eisenwerk                                                                       |                                                         | Nadrág                     | Temes            |
| Steinbach                                                                                                  |                                                         | Kohópatak                  | Máramaros        |
| Steindorf                                                                                                  |                                                         | Kőaljaohába                | Hunyad           |
| Steinfeld                                                                                                  |                                                         | Szilágykövesd              | Szilágy          |
| Steingrund                                                                                                 |                                                         | Pirosd                     | Szilágy          |
| Stephanskirch                                                                                              |                                                         | Istvánháza                 | Maros            |
| Steuerdorf                                                                                                 |                                                         | Stájerlak                  | Krassó-Szörény   |
| Steuerdorf, Karlsdorf                                                                                      |                                                         | Kiskárolyfalva             | Krassó-Szörény   |
| Stipid |                                                         | Steja                      | Hunyad           |
| Stolzenburg [in Altland, Königsboden]                                                                      | Stulzembrich, Stűltsembriχ                              | Szelindek                  | Szeben           |
| Strägendorf, Strugar [in Unterwaldes, Königsboden]                                                         |                                                         | Sztrugár                   | Fehér            |
| Strassburg am Mieresch, Grossenyed, Engeten, Egydstadt                                                     | Änjet, Angetn, Stroßbrich                               | Nagyenyed                  | Fehér            |
| Stregen |                                                         | Sztregonya                 | Hunyad           |
| Streitforth, Steritforth [in Altland, Königsboden]                                                         | Streitfert, Štret'tfert                                 | Mirkvásár                  | Brassó           |
| Streschen, Gross-Kerz, Oberkerz, Kertschen                                                                 |                                                         | Strezakercisóra            | Szeben           |
| Stumpach                                                                                                   |                                                         | Maroskarna                 | Fehér            |
| Sumpfdorf                                                                                                  |                                                         | Mocsolya                   | Szilágy          |
| Sundorf |                                                         | Alsószolcsva               | Fehér            |
| Sungen |                                                         | Csongva                    | Fehér            |
| Susendorf                                                                                                  |                                                         | Zsoszány                   | Hunyad           |
| Szeklerburg                                                                                                |                                                         | Csíkszereda                | Hargita          |
| Szekler-Neumarkt                                                                                           |                                                         | Kézdivásárhely             | Kovászna         |
| Talmesch, Tolmisch, Gross Talmatsch                                                                        | Talmesch                                                | Nagytalmács                | Szeben           |
| Tannendorf                                                                                                 |                                                         | Brád                       | Hunyad           |
| Tannendorf                                                                                                 |                                                         | Jegenye                    | Kolozs           |
| Tannental                                                                                                  |                                                         | Vályabrád                  | Hunyad           |
| Tartaria                                                                                                   |                                                         | Alsótatárlaka              | Fehér            |
| Tarteln, Tertlen, Tartlau [in Altland]                                                                     | Tôrteln                                                 | Kisprázsmár                | Brassó           |
| Tartlau, Tartlen, Tortalen [in Burzenland]                                                                 | Torteln                                                 | Prázsmár                   | Brassó           |
| Tatarsdorf                                                                                                 |                                                         | Tataresd                   | Hunyad           |
| Taterloch, Tatarloch, Taterlau, Tatarlau                                                                   | Taterlôch                                               | Felsőtatárlaka             | Fehér            |
| Taters, Tatersdorf                                                                                         |                                                         | Táté                       | Fehér            |
| Tatrang, Tatrangen                                                                                         |                                                         | Tatrang                    | Brassó           |
| Tatsch, Totsch [in Nösnerland, Nösnergau]                                                                  | Totsch, Tôtš                                            | Tacs                       | Beszterce-Naszód |
| Teckendorf, Tekendorf [in Nösnerland, Nösnergau], Deckendorf                                               | Tekenderf                                               | Teke                       | Beszterce-Naszód |
| Teichdorf                                                                                                  |                                                         | Szamostóhát                | Máramaros        |
| Teichsdorf                                                                                                 |                                                         | Karasztó                   | Hunyad           |
| Teltsch [in Rodnaer Kreis]                                                                                 |                                                         | Telcs                      | Beszterce-Naszód |
| Temeschwar, Temeswar, Temeschburg, Temesburg                                                               |                                                         | Temesvár                   | Temes            |
| Terebesch                                                                                                  |                                                         | Krasznaterebes             | Szatmár          |
| Teregowa [in Banater Bergland]                                                                             |                                                         | Teregova                   | Krassó-Szörény   |
| Tesch |                                                         | Tancs                      | Maros            |
| Tetscheln, Telscheln, Tetschlen                                                                            | Tytzlar                                                 | Ecsellő                    | Fehér            |
| Tetscheln, Telscheln, Tetschlen                                                                            | Tytzlar                                                 | Ecsellő                    | Szeben           |
| Teufelsbrunn, Teufelsbrunnen                                                                               |                                                         | Ördögkút                   | Szilágy          |
| Teufelsdorf                                                                                                |                                                         | Poklostelke                | Kolozs           |
| Thaldorf                                                                                                   |                                                         | Hosszúsor                  | Arad             |
| Thalfeld                                                                                                   |                                                         | Kimpényszurduk             | Hunyad           |
| Thalheim, Dollman [in Altland, Königsboden]                                                                | Duelmen, Dôlmen                                         | Dolmány                    | Szeben           |
| Thalmühl                                                                                                   |                                                         | Magyarcsesztve             | Fehér            |
| Thalmühl                                                                                                   |                                                         | Oláhcsesztve               | Fehér            |
| Theodoren, Toderitz                                                                                        |                                                         | Todorica                   | Brassó           |
| Thierdorf, Hobitzen                                                                                        |                                                         | Hobica                     | Hunyad           |
| Thomaskirch, Neudorf                                                                                       |                                                         | Tompaháza                  | Fehér            |
| Thomoren                                                                                                   |                                                         | Csomortán                  | Kovászna         |
| Thomsdorf                                                                                                  |                                                         | Tomesd                     | Hunyad           |
| Thorenburg                                                                                                 |                                                         | Magyarkapud                | Fehér            |
| Thorenburg, Tohrenburg, Thorenburg, Tooren, Thoren, Thorda, Torda                                          |                                                         | Torda                      | Kolozs           |
| Thorendorf, Torendorf                                                                                      |                                                         | Oláhtordos                 | Fehér            |
| Thorendorf[in Unterwald]                                                                                   | Tordesch                                                | Tordos                     | Hunyad           |
| Thorstadt, Langenthal, Langendorf                                                                          | Dirstet                                                 | Hosszútelke                | Fehér            |
| Thurdorf                                                                                                   |                                                         | Bástya                     | Hunyad           |
| Thürendorf                                                                                                 |                                                         | Magyarózd                  | Maros            |
| Tiburg |                                                         | Tibor                      | Fehér            |
| Tiergrub                                                                                                   |                                                         | Vadverem                   | Fehér            |
| Tilischen, Telischen, Tilischka, Telischka                                                                 | Teliska                                                 | Tilicske                   | Szeben           |
| Tobsdorf, Tobesdorf, Toppesdorf, Tobiasdorf, Toblasdorf, Dupesdorf, Toblasdorf [in Weinland, KA�nigsboden] | Toppesterf                                              | Táblás                     | Szeben           |
| Tolwadia                                                                                                   |                                                         | Tolvád                     | Temes            |
| Toneschdorf                                                                                                |                                                         | Antos                      | Kolozs           |
| Toperdorf                                                                                                  |                                                         | Torboszló                  | Maros            |
| Topesdorf, Topersdorf                                                                                      |                                                         | Topánfalva                 | Fehér            |
| Toplendorf                                                                                                 |                                                         | Toplica                    | Hunyad           |
| Torian |                                                         | Torja                      | Kovászna         |
| Töplitz |                                                         | Maroshévíz                 | Hargita          |
| Töplitz, Teplitz                                                                                           |                                                         | Csernahéviz                | Krassó-Szörény   |
| Törnen, Pocken, Pokendorf                                                                                  | Ternen                                                  | Pókafalva                  | Szeben           |
| Törpen |                                                         | Szekerestörpény            | Kolozs           |
| Törzburg, Türzburg, Dietrichstein                                                                          |                                                         | Törcsvár                   | Brassó           |
| Trapold, Trappold, Trapolden [in Weinland, Königsboden]                                                    | Pult                                                    | Apold                      | Maros            |
| Trassten, Neustadt                                                                                         | Trâstn, Traasn                                          | Tekeújfalu                 | Maros            |
| Traunau, Tronau                                                                                            |                                                         | Cseralja                   | Arad             |
| Treppen [in Nösnerland, Nösnergau]                                                                         | Träppen, Trappen, Träppn                                | Szásztörpény               | Beszterce-Naszód |
| Trestenburg, Tressenberg, Tressenburg, Trestendorf, Taschnad                                               |                                                         | Tasnád                     | Szatmár          |
| Treukirch, Dreikirchen, Frauenkirch                                                                        | Merjelen                                                | Boldogfalva                | Fehér            |
| Triebswetter, Trübswetter                                                                                  |                                                         | Nagyősz                    | Temes            |
| Trockenbach                                                                                                |                                                         | Kézdiszárazpatak           | Kovászna         |
| Trockenfeld                                                                                                |                                                         | Szárazalmás                | Hunyad           |
| Tropfbach                                                                                                  |                                                         | Cseb                       | Fehér            |
| Troschen, Droschen                                                                                         |                                                         | Drassó                     | Fehér            |
| Tschakowa                                                                                                  |                                                         | Csák                       | Temes            |
| Tschanad, Deutsch-Tschanad, Raitzisch-Tschanad                                                             |                                                         | Nagycsanád                 | Temes            |
| Tschapertsch, Topertsch, Schappisdorf [in Unterwaldes, Königsboden]                                        | Tšapertš                                                | Toporcsa                   | Szeben           |
| Tschatad, Lenauheim                                                                                        |                                                         | Csatád                     | Temes            |
| Tschawosch                                                                                                 |                                                         | Csávos                     | Temes            |
| Tschene |                                                         | Csene                      | Temes            |
| Tschermei                                                                                                  |                                                         | Csermő                     | Arad             |
| Tschertesen                                                                                                |                                                         | Alsócsertés                | Hunyad           |
| Tschickenbach, Forellenbach                                                                                |                                                         | Csigmó                     | Hunyad           |
| Tschippendorf, Tschepan Tschippendraf [in Nösnerland, Nösnergau]                                           |                                                         | Csépán                     | Beszterce-Naszód |
| Tschomorden                                                                                                |                                                         | Csíkcsomortán              | Hargita          |
| Tschora |                                                         | Alsócsóra                  | Fehér            |
| Turterebesch                                                                                               |                                                         | Túrterebes                 | Szatmár          |
| Tussen |                                                         | Tuson                      | Maros            |
| Tussenthal                                                                                                 |                                                         | Tuszatelke                 | Szilágy          |
| Tutendorf, Tuten                                                                                           | Tutendref                                               | Kisgalgóc                  | Fehér            |
| Türkeschdorf, Türkesdorf                                                                                   |                                                         | Türkös                     | Brassó           |
| Türkisch Sakosch                                                                                           |                                                         | Törökszákos                | Temes            |
| Tyrnau, Tirnau, Tirnava                                                                                    |                                                         | Ternáva                    | Hunyad           |
| Ugern |                                                         | Marosugra                  | Maros            |
| Ulmbach, Neu-Petsch                                                                                        |                                                         | Újpécs                     | Temes            |
| Ungarisch Sakosch, Gross-Sakosch                                                                           |                                                         | Magyarszákos               | Temes            |
| Ungarisch-Birk, Ungarisch-Belken                                                                           | Ängersch-Birk                                           | Alsóbölkény                | Maros            |
| Ungarisch-Brettendorf                                                                                      |                                                         | Magyarbrettye              | Hunyad           |
| Ungarisch-Klosterdorf                                                                                      |                                                         | Magyargyerőmonostor        | Kolozs           |
| Ungarisch-Medwisch                                                                                         |                                                         | Magyarmedves               | Temes            |
| Ungarisch-Opatitz                                                                                          |                                                         | Magyarapáca                | Temes            |
| Ungarisch-Reen [in Reener Ländchen]                                                                        | Anjäräsch Rî, Ängeresch Rî                              | Magyarrégen                | Maros            |
| Ungarisch-Sacken                                                                                           |                                                         | Magyarzsákod               | Maros            |
| Ungarisch-St.-Martin                                                                                       |                                                         | Magyarszentmárton          | Temes            |
| Ungarisch-Zepling, Ungarisch-Zapleng, Schöndorf, Schönbirk                                                 | Ängersch Zepleng                                        | Dedrádszéplak              | Maros            |
| Ungersdorf                                                                                                 |                                                         | Nemesbudafalva             | Máramaros        |
| Ungersdorf, Ungers, Magyarosch, Nussdorf [in Nösnerland, Nösnergau]                                        | Ängersch, Angersch                                      | Sajómagyarós               | Beszterce-Naszód |
| Unter Boldad                                                                                               |                                                         | Alsóboldád                 | Szatmár          |
| Unter dem Damm                                                                                             |                                                         | Entrádám                   | Beszterce-Naszód |
| Unter-Arpasch, Birndorf                                                                                    |                                                         | Alsóárpás                  | Szeben           |
| Unter-Bandorf                                                                                              |                                                         | Alsóbán                    | Szilágy          |
| Unter-Blasendorf [in Nösnerland, Nösnergau]                                                                | Nedderšt-Bluesendref                                    | Alsóbalázsfalva            | Beszterce-Naszód |
| Unter-Borgo, Unterburgau, Burgau [Borgo-Gemeinden]                                                         | Burgou                                                  | Alsóborgó                  | Beszterce-Naszód |
| Unter-Bornbach, Unterforrembach, Unterporumbach, Warmbach                                                  | Pormbich                                                | Alsóporumbák               | Szeben           |
| Unter-Brodsdorf [in Unterwaldes]                                                                           | Britsderf                                               | Alkenyér                   | Fehér            |
| Unter-Dorfsbach                                                                                            |                                                         | Alsószálláspatak           | Hunyad           |
| Unterfigid, Fugendorf                                                                                      |                                                         | Alfüged                    | Fehér            |
| Untergesäss                                                                                                | Grisgesesz                                              | Alsógezés                  | Szeben           |
| Unter-Hahnenberg, Hahnenberg                                                                               |                                                         | Alsógáld                   | Fehér            |
| Unterkiher, Nieder-Küher                                                                                   |                                                         | Alsóköhér                  | Maros            |
| Unter-Lappendorf                                                                                           |                                                         | Alsólapugy                 | Hunyad           |
| Unter-Ludesch                                                                                              |                                                         | Ludesd                     | Hunyad           |
| Unter-Mariendorf                                                                                           |                                                         | Alsóboldogfalva            | Hargita          |
| Unter-Mühlendorf, Unter-Sombath                                                                            |                                                         | Alsószombatfalva           | Brassó           |
| Unter-Ochsendorf                                                                                           |                                                         | Alsóboj                    | Hunyad           |
| Unter-Peschtendorf                                                                                         |                                                         | Alpestes                   | Hunyad           |
| Unterrohrbach                                                                                              |                                                         | Alsógyékényes              | Kolozs           |
| Unter-Rohrbach                                                                                             |                                                         | Alsónádasd                 | Hunyad           |
| Unter-Rübendorf, Nieder-Rependorf                                                                          | Raependerf                                              | Alsórépa                   | Maros            |
| Unterschebesch, Niederschebesch [in Nösnerland, Nösnergau]                                                 | Nedderšt-Sches                                          | Sajósebes                  | Beszterce-Naszód |
| Unter-Schewesch, Unter-Schewisch [in Altland, Königsboden]                                                 | Schäis                                                  | Oltalsósebes               | Szeben           |
| Untertelek, Eisenhammer                                                                                    |                                                         | Alsótelek                  | Hunyad           |
| Untertömösch                                                                                               |                                                         | Alsótömös                  | Brassó           |
| Unterurbau                                                                                                 |                                                         | Alsóorbó                   | Fehér            |
| Unter-Utscha, Unter-Spreudorf, Gassendorff                                                                 | Gassend                                                 | Alsóucsa                   | Brassó           |
| Unterwald, Thalenberg                                                                                      |                                                         | Erdőalja                   | Maros            |
| Unter-Wardein                                                                                              |                                                         | Alsóváradja                | Fehér            |
| Unter-Wenitze, Unter-Venedig                                                                               |                                                         | Alsóvenice                 | Brassó           |
| Unter-Wintz, Winzendorf, Weinsdorf                                                                         | Wints, Wänts                                            | Alvinc                     | Fehér            |
| Unter-Wischt, Unter-Wittendorf                                                                             |                                                         | Alsóvist                   | Brassó           |
| Unter-Wolfsdorf                                                                                            |                                                         | Alsófarkadin               | Hunyad           |
| Unzendorf                                                                                                  |                                                         | Uncsukfalva                | Hunyad           |
| Ur, Felsendorf                                                                                             | Er                                                      | Alőr                       | Kolozs           |
| Urmenen, Armenen, Armener                                                                                  | Urmonjen                                                | Örményszékes               | Szeben           |
| Urwegen, Urbegen, Urbigen [in Unterwaldes, Königsboden]                                                    | Urbijen äm Angderwald, Urbijen, Urbijn                  | Szászorbó                  | Fehér            |
| Usendorf                                                                                                   | Ausendref                                               | Uzon                       | Kovászna         |
| Utwin |                                                         | Ötvény                     | Temes            |
| Überland                                                                                                   |                                                         | Kisgyarmatapuszta          | Temes            |
| Velfen, Welken, Welkersdorf                                                                                |                                                         | Mezővelkér                 | Maros            |
| Viktoriastadt                                                                                              |                                                         | Viktóriaváros              | Brassó           |
| Vitzka |                                                         | Székelyvécke               | Maros            |
| Vorstadt                                                                                                   |                                                         | Váralja                    | Hunyad           |
| Waadt, Waden                                                                                               |                                                         | Vád                        | Brassó           |
| Waar |                                                         | Vár                        | Krassó-Szörény   |
| Wachsdorf                                                                                                  |                                                         | Cerecel                    | Hunyad           |
| Wachtdorf                                                                                                  |                                                         | Lesnyek                    | Hunyad           |
| Wachtfeld                                                                                                  |                                                         | Szamosőrmező               | Szilágy          |
| Wahldorf                                                                                                   |                                                         | Harasztos                  | Kolozs           |
| Wajwoden                                                                                                   |                                                         | Vajdej                     | Hunyad           |
| Walachisch Pintak                                                                                          | Blesch Päntek                                           | Oláhpéntek                 | Kolozs           |
| Walachisch Sacken, Zschak                                                                                  | Blesch-Sāck                                             | Oláhzsákod                 | Maros            |
| Walachisch-Nadesch                                                                                         | Nuedesch                                                | Görgénynádas               | Maros            |
| Waldau |                                                         | Sósd                       | Krassó-Szörény   |
| Waldbach                                                                                                   |                                                         | Berkeszpataka              | Máramaros        |
| Walddorf                                                                                                   |                                                         | Kishegy                    | Szilágy          |
| Walddorf, Waldhof                                                                                          |                                                         | Erdőfalva                  | Hunyad           |
| Waldhüter                                                                                                  |                                                         | Erdeiházak                 | Szeben           |
| Waldhütten [in Weinland, Königsboden]                                                                      | Waldhâdjn, Vâldhädjn                                    | Váldhíd                    | Szeben           |
| Waldruck, Dorndorf                                                                                         |                                                         | Erdőhát                    | Hunyad           |
| Walken, Gorisdorf                                                                                          |                                                         | Magyarvalkó                | Kolozs           |
| Walkmühlen, Dirste                                                                                         |                                                         | Derestye                   | Brassó           |
| Wallachisch Gladna                                                                                         |                                                         | Galadna                    | Temes            |
| Wallachisch-Birk, Walachisch-Belken                                                                        | Blesch-Birk                                             | Felsőbölkény               | Maros            |
| Wallachisch-Brettendorf                                                                                    |                                                         | Oláhbrettye                | Hunyad           |
| Wallachisch-Eibesdorf, Eibesdorf, Libesdorf                                                                | Eibesterf                                               | Oláhivánfalva              | Szeben           |
| Wallachisch-Lasseln, Laslen                                                                                |                                                         | Oláhszentlászló            | Maros            |
| Wallachisch-Neudorf, Rumänischneudorf, Neudorf, Goldbach                                                   | Goldbich                                                | Oláhújfalu                 | Szeben           |
| Wallachisch-Pien [in Unterwaldes, Königsboden]                                                             | Bleschpien                                              | Felsőpián                  | Fehér            |
| Wallachisch-Poscheschena                                                                                   |                                                         | Alsópozsgás                | Krassó-Szörény   |
| Wallachisch-Saszka                                                                                         |                                                         | Szászka                    | Krassó-Szörény   |
| Wallachisch-Stein, Stein, Stehnen                                                                          | Blesch-Stenen                                           | Isztina                    | Szeben           |
| Wallendorf, Walldorf, Oberwallend [in Nösnerland, Nösnergau]                                               | Wualdraf, Wuadraf, Wualndraf, Wuandref, Wondref         | Aldorf                     | Beszterce-Naszód |
| Waltenberg, Zillenmarkt                                                                                    |                                                         | Zilah                      | Szilágy          |
| Waltersdorf, Woldersdorf [in Nösnerland, Nösnergau]                                                        | Wâinderšdref, Wa(i)dersdraf                             | Kisdemeter                 | Beszterce-Naszód |
| Waradia |                                                         | Tótvárad                   | Arad             |
| Warjasch                                                                                                   |                                                         | Varjas                     | Temes            |
| Warmwasser, Warmwasserbrunn, Warmbach, Warmbrunn, Warmbrunn am Alt                                         | Warmbech                                                | Olthévíz                   | Brassó           |
| Waroli, Leuchtenburg                                                                                       |                                                         | Szinérváralja              | Máramaros        |
| Wartsdorf, Vortza                                                                                          |                                                         | Vorca                      | Hunyad           |
| Wasseid, Sauerbrunnen                                                                                      |                                                         | Előpatak                   | Kovászna         |
| Wasser |                                                         | Vasér                      | Máramaros        |
| Wassid, Wasseid, Ziedt, Zindt                                                                              |                                                         | Szászvessződ               | Szeben           |
| Waywodretschen                                                                                             |                                                         | Vajdarécse                 | Brassó           |
| Weichseldorf                                                                                               |                                                         | Meggykerék                 | Fehér            |
| Weichseldorf                                                                                               |                                                         | Marosszentkirály           | Maros            |
| Weichseldorf                                                                                               |                                                         | Meggyesfalva               | Maros            |
| Weidau |                                                         | Szélszeg                   | Máramaros        |
| Weidenbach, Weidenbach bei Kronstadt, Wiedenbach [in Burzenland]                                           | Wedjebich, Vedjembiχ                                    | Vidombák                   | Brassó           |
| Weidendorf                                                                                                 |                                                         | Füzesd                     | Hunyad           |
| Weidendorf                                                                                                 |                                                         | Reketyefalva               | Hunyad           |
| Weidendorf, Waywoden [in Unterwald]                                                                        |                                                         | Vajdej                     | Hunyad           |
| Weidenthal, Wendenthal                                                                                     |                                                         | Krasznafüzes               | Szilágy          |
| Weidenthal [in Banater Bergland]                                                                           |                                                         | Temesfő                    | Krassó-Szörény   |
| Weiersdorf, Weihersdorf, Waidorf Wasserdorf,                                                               | Wärdref                                                 | Székástóhát                | Fehér            |
| Weila, Weilau, Wela                                                                                        | Wela, Wele                                              | Vajola                     | Maros            |
| Weindorf                                                                                                   |                                                         | Borbánd                    | Fehér            |
| Weingarten, Weingartskirchen, Weingardskirchen                                                             | Wengertskirch, Wengerskirch                             | Vingárd                    | Fehér            |
| Weissdorf                                                                                                  |                                                         | Lándor                     | Maros            |
| Weissenburg, Karlsburg, Carlsburg                                                                          | Weissenbrich                                            | Gyulafehérvár              | Fehér            |
| Weissendorf                                                                                                |                                                         | Fégyér                     | Hunyad           |
| Weissenkirch                                                                                               | Weisskirich, Veeskirχ                                   | Fehéregyháza               | Maros            |
| Weissenthal                                                                                                |                                                         | Nándorválya                | Hunyad           |
| Weisshorn                                                                                                  |                                                         | Szészárma                  | Beszterce-Naszód |
| Weisskirchen                                                                                               |                                                         | Nándor                     | Hunyad           |
| Weisskirchen, Weißkirch, Weisskirch-Bistritz [in Nösnerland, Nösnergau]                                    | Weisskir, Veisskiriχ                                    | Kisfehéregyház             | Beszterce-Naszód |
| Weisswasser                                                                                                |                                                         | Fehérvíz                   | Hunyad           |
| Weizenfeld                                                                                                 |                                                         | Buzamező                   | Szilágy          |
| Weizenried                                                                                                 |                                                         | Weitzenried (Szörénybuzás) | Krassó-Szörény   |
| Wepeschdorf, Wegeschdorf                                                                                   | Wepeschdref                                             | Pipe                       | Maros            |
| Werare, Nepos [in Rodnaer Kreis]                                                                           | Werare                                                  | Várorja                    | Beszterce-Naszód |
| Werdt [in Altland]                                                                                         | Wierd, Viert                                            | Vérd                       | Szeben           |
| Wermesch, Warmisch, Wermösch [in Nösnerland, Nösnergau]                                                    | Warmesch, Vârměš, Warmesch                              | Vermes                     | Beszterce-Naszód |
| Westen, Westendorf [in Altland, Königsboden]                                                               | Vestn                                                   | Vesztény                   | Szeben           |
| Wetsch |                                                         | Marosvécs                  | Maros            |
| Wetschehaus, Wetschehausen, Morgenstern                                                                    |                                                         | Vecseháza                  | Temes            |
| Wetzendorf                                                                                                 |                                                         | Veck                       | Kolozs           |
| Widderdorf                                                                                                 |                                                         | Kosesd                     | Hunyad           |
| Wiesendorf                                                                                                 |                                                         | Lunkány                    | Hunyad           |
| Wiesendorf                                                                                                 |                                                         | Viszka                     | Hunyad           |
| Wiesenfeld, Terem[in Schwobaländle]                                                                        |                                                         | Mezőterem                  | Szatmár          |
| Wiesenhaus                                                                                                 |                                                         | Mezőújlak                  | Beszterce-Naszód |
| Wiesenheid                                                                                                 |                                                         | Réthát                     | Arad             |
| Wildendorf                                                                                                 |                                                         | Fenes                      | Fehér            |
| Wildenthal                                                                                                 |                                                         | Kiskökényes                | Szilágy          |
| Wilmen |                                                         | Tordavilma                 | Máramaros        |
| Windau, Wendau [in Nösnerland, Nösnergau]                                                                  | Wände, Vende                                            | Vinda                      | Beszterce-Naszód |
| Winddorf                                                                                                   |                                                         | Szelecske                  | Kolozs           |
| Winga, Theresiopel                                                                                         |                                                         | Vinga                      | Arad             |
| Winsberg, Ortenbach                                                                                        | Awersch-Bleschderf                                      | Orlát                      | Szeben           |
| Wiseschdia                                                                                                 |                                                         | Vizesd                     | Temes            |
| Witzel |                                                         | Vecel                      | Hunyad           |
| Witzeldorf                                                                                                 |                                                         | Vicsa                      | Máramaros        |
| Witzen, Witzau                                                                                             | Witza                                                   | Vice                       | Beszterce-Naszód |
| Wlachendorf                                                                                                |                                                         | Szentegyháza               | Hargita          |
| Wladein |                                                         | Vledény                    | Brassó           |
| Wojtek, Wojteg                                                                                             |                                                         | Vejte                      | Temes            |
| Woldorf, Wallendorf                                                                                        | Wouldref                                                | Dombos                     | Brassó           |
| Wolfendorf                                                                                                 |                                                         | Farkastelke                | Fehér            |
| Wolfsbach                                                                                                  |                                                         | Farkaspatak                | Hunyad           |
| Wolfsberg [in Banater Bergland]                                                                            |                                                         | Szörényordas               | Krassó-Szörény   |
| Wolfsdorf                                                                                                  |                                                         | Nagylupsa                  | Fehér            |
| Wolfsfeld                                                                                                  |                                                         | Farkasmező                 | Szilágy          |
| Wolkendorf                                                                                                 | Wulkenderf, Vulkendref, Vulkndref                       | Volkány                    | Maros            |
| Wolkendorf [in Burzenland]                                                                                 | Wulkendref                                              | Szászvolkány               | Brassó           |
| Wolkersdorf, Wulkan                                                                                        |                                                         | Vulkán                     | Hunyad           |
| Wolldorf, Woila                                                                                            |                                                         | Voila                      | Brassó           |
| Wormagen                                                                                                   |                                                         | Vormága                    | Hunyad           |
| Wossling                                                                                                   | Wosslenk                                                | Pusztacelina               | Szeben           |
| Wölz, Wälzen, Thalheim [in Weinland, Königsboden]                                                          | Welz, Valts                                             | Völc                       | Szeben           |
| Wölz, Welz                                                                                                 |                                                         | Völcs                      | Kolozs           |
| Wurmloch                                                                                                   |                                                         | Gauricsa                   | Hunyad           |
| Wurmloch [in Weinland, in Königsboden]                                                                     | Wormloch, Vurmliχ                                       | Nagybaromlak               | Szeben           |
| Wüst Görgen                                                                                                |                                                         | Somlyógyőrtelek            | Szilágy          |
| Wüstendorf                                                                                                 |                                                         | Budurló                    | Beszterce-Naszód |
| Zaderlach, Saderlach, Zaderlak                                                                             |                                                         | Zádorlak                   | Arad             |
| Zagoner Glashütte                                                                                          |                                                         | Zabrató                    | Kovászna         |
| Zagra [in Rodnaer Kreis]                                                                                   |                                                         | Zágra                      | Beszterce-Naszód |
| Zaisendorf, Zeisen, Zaisen, Zeizendorf                                                                     |                                                         | Zajzon                     | Brassó           |
| Zalanyer Glashütte, Málnáscher Glashütte                                                                   |                                                         | Zalánpatak                 | Kovászna         |
| Zaubendorf                                                                                                 |                                                         | Bábony                     | Szilágy          |
| Zeckesdorf, Zeckeschdorf                                                                                   |                                                         | Székás                     | Fehér            |
| Zeckesdorf, Zekeschdorf, Zäkeschdorf, Zeikeschdorf                                                         | Zäkesdorf                                               | Konca                      | Fehér            |
| Zegen |                                                         | Cege                       | Kolozs           |
| Zegendorf, Zagendorf, Ziegendorf                                                                           | Zaigendref                                              | Cegőtelke                  | Beszterce-Naszód |
| Zeiden, Schwarzberg, Schwarzhügel [in Burzenland]                                                          | Zuidn, Tsâdn                                            | Feketehalom                | Brassó           |
| Zeikdorf                                                                                                   |                                                         | Zeykfalva                  | Hunyad           |
| Zekeldorf                                                                                                  |                                                         | Székelyjó                  | Kolozs           |
| Zendersch, Zendrisch, Senbersch                                                                            | Tsendersch                                              | Szénaverős                 | Maros            |
| Zerndorf                                                                                                   |                                                         | Csernefalva                | Máramaros        |
| Zernescht, Zernesten, Zernen                                                                               | Särnescht                                               | Zernest                    | Brassó           |
| Zeunen, Plankendorf                                                                                        | Zenyen                                                  | Sövényfalva                | Maros            |
| Zickelhid                                                                                                  |                                                         | Székelyhíd                 | Bihar            |
| Ziedt, Wessid[in Altland, Königsboden]                                                                     | Tsît                                                    | Vessződ                    | Szeben           |
| Ziegendorf                                                                                                 |                                                         | Kecskésfalva               | Máramaros        |
| Ziegenthal, Zickenthal [in Altland, Königsboden]                                                           | Zakelnduel, Tsikkndâl, Tsakeln                          | Cikendál                   | Szeben           |
| Ziffendorf, Tziffen                                                                                        |                                                         | Csufud                     | Fehér            |
| Zigeunersiedlung                                                                                           |                                                         | Dumbráva                   | Beszterce-Naszód |
| Zigeunersiedlung                                                                                           |                                                         | Feltrinellitelep           | Szeben           |
| Zinzendorf                                                                                                 |                                                         | Cintos                     | Maros            |
| Zipar |                                                         | Szapáryfalva               | Temes            |
| Zipar |                                                         | Szapáryliget               | Arad             |
| Zoltendorf, Zultendorf, Zottendorf, Soltendorf                                                             | Zultenderf                                              | Zoltán                     | Maros            |
| Zop |                                                         | Coptelke                   | Kolozs           |
| Zuckmantel, Zikmantel, Zeckmantel                                                                          | Tsäkmantel                                              | Cikmántor                  | Maros            |
| Zwetschgart                                                                                                |                                                         | Felsőszilvás               | Hunyad           |